# Salvador (Bahia)
Salvador, offiziell Município de Salvador, ist nach São Paulo, Rio de Janeiro, Belo Horizonte, Brasília und Porto Alegre die sechstgrößte Stadt Brasiliens. Der historische Name der Küstenstadt lautet São Salvador da Bahia de Todos os Santos (Heiliger Erlöser an der Allerheiligenbucht). Der Name geht auf den Tag der Ankunft der ersten Seefahrer zurück, den 1. November 1501. Auch der Name Bahia war bis Mitte des 20. Jahrhunderts für die Stadt gebräuchlich.
Salvador hatte zum 1. Juli 2021 geschätzt rund 2,9 Millionen Einwohner, ist die Hauptstadt des nordöstlichen Bundesstaates Bahia und war bis 1763 Hauptstadt Brasiliens. Salvador ist Erzbischofssitz des Erzbistums São Salvador da Bahia. Es ist ein international anerkanntes Handels- und Wirtschaftszentrum mit einer Erdöl- und Zuckerraffinerie sowie Baumwoll-, Tabak- und Kakaoverarbeitung.

## Geografie
Salvador ist auf verschiedenen Ebenen einer Bergkette gebaut, welche die Stadt in eine Oberstadt (cidade alta) und in eine 70 Meter tiefer gelegene Unterstadt (cidade baixa) teilt. Um vom einen Teil in den anderen zu gelangen, kann man den Aufzug Lacerda oder eine der vielen Buslinien nutzen.

### Klima
|                       | Jan  | Feb  | Mär  | Apr  | Mai  | Jun  | Jul  | Aug  | Sep  | Okt  | Nov  | Dez  |   |      |
| Mittl. Tagesmax. (°C) | 29,9 | 30,0 | 30,0 | 28,6 | 27,7 | 26,5 | 26,2 | 26,4 | 27,2 | 28,1 | 28,9 | 29,0 | ⌀ | 28,2 |
| Mittl. Tagesmin. (°C) | 23,7 | 23,9 | 24,1 | 22,9 | 23,0 | 22,1 | 21,4 | 21,3 | 21,8 | 22,5 | 22,9 | 23,2 | ⌀ | 22,7 |
|                       |      |      |      |      |      |      |      |      |      |      |      |      |   |      |
| Niederschlag (mm)     | 111  | 121  | 145  | 322  | 325  | 251  | 204  | 136  | 112  | 122  | 119  | 132  | Σ | 2100 |
|                       |      |      |      |      |      |      |      |      |      |      |      |      |   |      |
| Sonnenstunden (h/d)   | 7,9  | 8,0  | 7,5  | 6,3  | 5,6  | 5,6  | 5,8  | 6,5  | 7,0  | 7,4  | 7,1  | 7,2  | ⌀ | 6,8  |
|                       |      |      |      |      |      |      |      |      |      |      |      |      |   |      |
| Regentage (d)         | 9    | 12   | 14   | 19   | 21   | 20   | 19   | 15   | 13   | 11   | 10   | 11   | Σ | 174  |
|                       |      |      |      |      |      |      |      |      |      |      |      |      |   |      |
| Wassertemperatur (°C) | 27   | 27   | 27   | 27   | 27   | 26   | 25   | 24   | 24   | 25   | 26   | 26   | ⌀ | 25,9 |
|                       |      |      |      |      |      |      |      |      |      |      |      |      |   |      |
| Luftfeuchtigkeit (%)  | 79   | 79   | 80   | 82   | 83   | 82   | 81   | 80   | 80   | 81   | 81   | 81   | ⌀ | 80,8 |

| 23,7 |

| 23,9 |

| 24,1 |

| 22,9 |

| 23,0 |

| 22,1 |

| 21,4 |

| 21,3 |

| 21,8 |

| 22,5 |

| 22,9 |

| 23,2 |

| 23,7 |

| 23,9 |

| 24,1 |

| 22,9 |

| 23,0 |

| 22,1 |

| 21,4 |

| 21,3 |

| 21,8 |

| 22,5 |

| 22,9 |

| 23,2 |

## Geschichte
Der bis zur europäischen Okkupation bekannteste Indianerstamm dieser Küstenregion waren die Tupinambá und noch früher die Stämme der Tupi, Tupina und Tupinae, so wie die frühen Seefahrer Martim Afonso de Souza und Simão Alcazaba 1533 und 1535 berichteten. Am 1. November 1501 gab es bereits Handel zwischen den portugiesischen Seefahrern unter Leitung von Gonçalo Coelho und den Indianern vom Stamme Eurotupinambá an einem Ort der Küste, der als „Stelle des Patrons“ bezeichnet wurde, dem heutigen Leuchtturm Barra. Dem Einfluss der Jesuiten ist es geschuldet, dass die Einheimischen von der Sklaverei verschont blieben und stattdessen angolanische Afrikaner entführt und nach Brasilien verschleppt wurden. Bereits 1551 lebten in Bahia die ersten 50 afrikanischen Sklaven und legten damit den Grundstein für eine bis heute afrikanisch geprägte Stadt Salvador.

### Die Okkupation Brasiliens

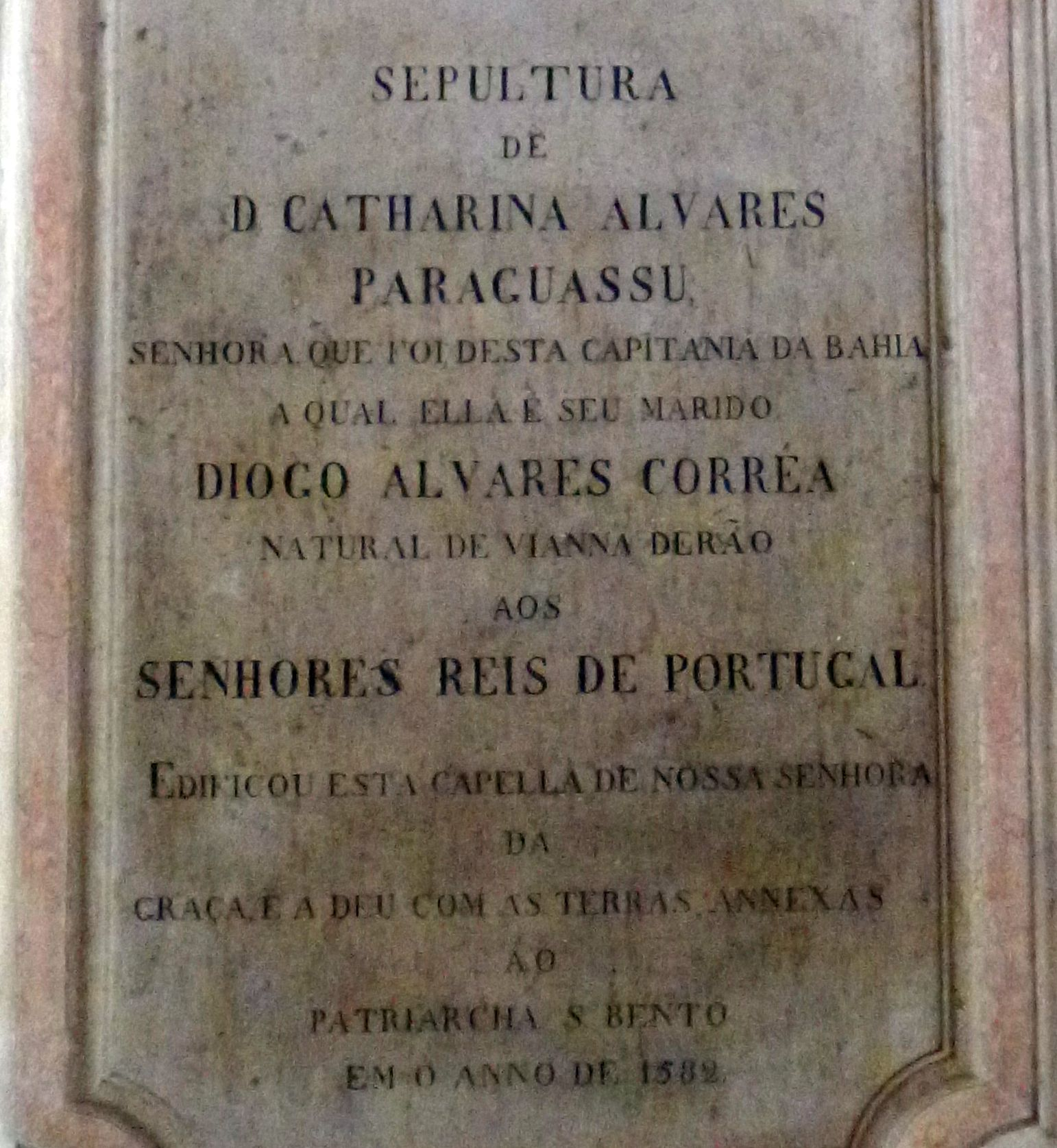
Grabplatte von Catarina Paraguaçu, Graça

Schon lange, bevor Salvador die Stadtrechte erhielt, war die Region um 1510 durch die Überlebenden eines in Schiffbruch geratenen französischen Schiffes bevölkert worden. Zu dessen Besatzung zählte auch Diogo Álvares Correia, der berühmte Caramuru (übersetzt: Neunauge) oder auch „Sohn des Donners“ – er verschaffte sich mit seinem Gewehr bei den Indianern entsprechenden Respekt, als er damit eine fliegende Möwe abschoss. Der Häuptling Morubixava Taparica gab ihm seine älteste Tochter, Paraguaçu, zur Frau. 1534 wurde die Kapelle Nossa Senhora das Graças (Unsere Liebe Frau zu den Gnaden) errichtet, denn dort lebten Diogo Álvares und seine Gattin, Catarina Paraguaçu. In dieser Kirche, im gleichnamigen Stadtteil Graça, wurde Catarina Paraguaçu in der Nähe des Altars stehend beigesetzt. Diese Stelle ist mit einer Grabplatte deutlich sichtbar. Über das Grab von Caramuru gibt es nur die Mutmaßung, dass es sich im „Mosteiro de Jesus“, dem ehemaligen Jesuitenkloster und der heutigen Kathedrale, befinden könnte.

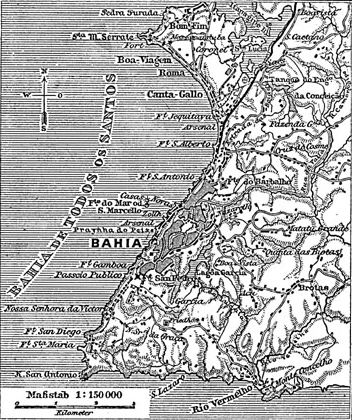
Historische Karte (um 1888)

1536 erreichte der Portugiese Francisco Pereira Coutinho das Gebiet, welches ihm vom portugiesischen König Johann III. als Besitz zugesprochen worden war. Dieses Gebiet befindet sich in etwa im heutigen Stadtteil Barra. Die dort lebenden Eingeborenen revoltierten mehrfach gegen Francisco Pereira Coutinho, weil er sie grausam und ungerecht behandelte. Flucht und Rückkehr folgten, und am Ende wurde er 1547 von den Indianern getötet und während eines großen Festes verspeist.
Ein nicht weniger dramatisches Ende nahm der erste Bischof Brasiliens, Dom Pedro Fernandes Sardinha. Er wurde 1552 zum Bischof von Salvador ernannt, starb aber schon 1556 einen grausamen Tod. Nach seiner Amtseinführung legte er sich schnell mit den Jesuiten an, u. a., weil er die Praxis missbilligte, indianische Musikinstrumente von christlich erzogenen Kindern benutzen zu lassen und native Melodien in christlichen Kulten einzusetzen. Aber gerade hier sahen die Jesuiten die Möglichkeit, Einheimische für den christlichen Glauben zu gewinnen. Sein Streit mit den Jesuiten endete mit seinem Tod am 16. Juli 1556. Er erlitt vor der Küste Alagoas Schiffbruch und wurde von den „Indios Caetés“ aufgegessen. Weiterhin bemängelte die katholische Amtskirche die immer mehr um sich greifende Polygamie:

„Die verheirateten Männer, die ohne ihre Familien nach Brasilien gekommen waren, gaben sich demselben unmoralischen Leben hin wie alle anderen: Über die ganze [brasilianische] Küste verteilt findet man Männer, die in Portugal verheiratet sind, und sie leben hier in großer Sünde mit großem Nachteil für ihre Frauen und Kinder …“

Die Stadt wurde am 29. März 1549 durch Tomé de Sousa gegründet. Ausschlaggebend für die Stadtgründung an dieser Stelle waren die zahlreichen Süßwasserquellen, von denen auch heute noch viele funktionieren. Caramuru war von der portugiesischen Krone beauftragt worden, Tomé de Sousa alle erdenkliche Unterstützung bei dieser Mission zu gewähren. Man errichtete auf Befehl des portugiesischen Königs eine Festung mit Namen São Salvador. Mit Tomé de Sousa erreichten Salvador mehr als tausend Portugiesen. Unter ihnen die ersten Jesuiten, Manuel de Nóbrega, João Aspilcueta Navarro, Leonardo Nunes und andere.
Neben diversen Streitigkeiten zwischen Franzosen und Portugiesen wurde Salvador 1598, 1624 bis 1625 und 1638 von Holländern besetzt. Hauptexportmittel war im 17. Jahrhundert der Zucker. Die Sklaven mussten auf den Plantagen und Zuckerrohrfeldern des Umlandes, des sogenannten Recôncavo, arbeiten. Durch den Zuckerhandel war Salvador bis zum Jahre 1650 die größte Stadt auf der Südhalbkugel. Eine der größeren Revolten gegen die Unterdrücker erhob sich 1835 durch muslimische Sklaven. Salvadors erste Blüte endete, als die Stadt 1763 ihre Rolle als Hauptstadt Brasiliens an Rio de Janeiro verlor.

### Salvador im 18. Jahrhundert

#### Der Aufstand der Schneider (Revolta dos Alfaiates)

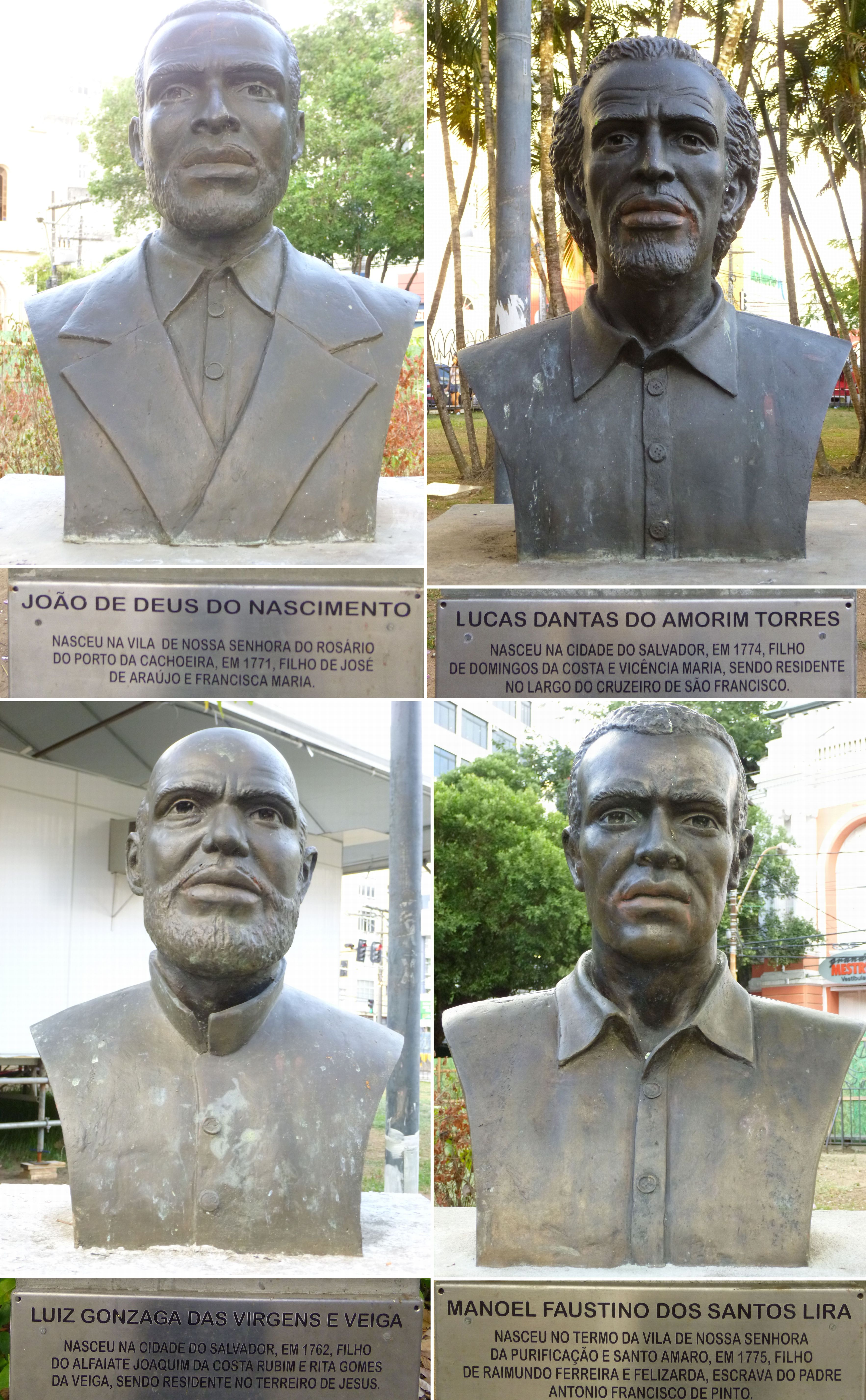
Opfer des Aufstandes der Schneider

Inspiriert von der Französischen Revolution von 1789, breitete sich in allen baianischen Gesellschaftsschichten der Gedanke an Unabhängigkeit von der portugiesischen Krone aus. Anders als die revolutionären Anfänge in Minas Gerais 1792, deren Anführer Tiradentes von den Vertretern der portugiesischen Krone ermordet wurde, ging die baianische Revolution im Jahr 1798 mit der Forderung nach dem Ende der Sklaverei deutlich weiter. Aber auch dieser Aufstand, auch bekannt unter dem Namen „baianische Verschwörung“ (Conjuração Baiana), endete 1799 mit der Hinrichtung oder Deportation der Anführer. Alle zur Oberschicht zählenden Sympathisanten der Unabhängigkeitsidee, wie der Journalist und Arzt Cipriano Barata, der an vorderster Front die einfachen Menschen gegen die portugiesische Unterdrückung aufwiegelte, und der Priester Agostinho Gomes zogen rechtzeitig ihren Kopf aus der Schlinge.
Die Steuerabgaben an die portugiesische Krone waren zu hoch, und die einfache Bevölkerung forderte bessere Lebensbedingungen, denn seit der Regierungssitz des Landes 1763 von Salvador nach Rio de Janeiro verlegt worden war, führten sie ein Leben unter miserablen Bedingungen. Bahia geriet in eine Wirtschaftskrise, und Kriminalität und Plünderungen waren an der Tagesordnung.
In ganz Salvador waren alsbald die Forderungen der Freiheitsdenker auf Aushängen zu lesen, die aus der Feder des Soldaten Luís Gonzaga das Virgens stammten:
- Unabhängigkeit des Kapitanats Bahia
- Einführung einer Republik
- Unabhängigkeit für den Handel sowie die Öffnung aller Häfen
- einen Sold von 200 Réis pro Tag
- und das Ende der Sklaverei

Am 24. August 1798 wurde Gonzaga festgenommen. Ein Befreiungsversuch, angeführt durch den Soldaten Lucas Dantas de Amorim und die Schneider João de Deus do Nascimento und Manuel Faustino de Santos Lira, scheiterte.
Die Bewegung wurde durch die „Öffentlichkeitsarbeit“ der Freimaurerloge „Kavaliere des Lichts“ unterstützt. Als aber Namen ihrer Mitglieder in Anklageschriften auftauchten, kauften sich alle durch falsche Zeugen und Alibis frei. Anders als die Freimaurer blieben die freien und versklavten Schwarzen der Bewegung treu; zu groß war ihre Hoffnung auf das Ende ihrer Unterdrückung.
Die portugiesische Königin Maria I. ließ nach der Verhaftung Gonzagas 59 Personen verhören, viele von ihnen wurden gefoltert. Aus dieser Gruppe wurde 34 der Prozess gemacht, 4 Schwarze wurden zum Tode verurteilt. Sie wurden am 8. November 1799 durch die Straßen Salvadors zu ihrem Richtplatz getrieben. 80 % der Schaulustigen waren Schwarze, die ihren Helden in aller Stille den gebührenden Respekt zollten. Die Delinquenten Manuel Faustino und Lucas Dantas verweigerten die Sterbesakramente. Ganz im Gegensatz zu ihren Anklägern und der portugiesischen Königin seien sie frei von Schuld.

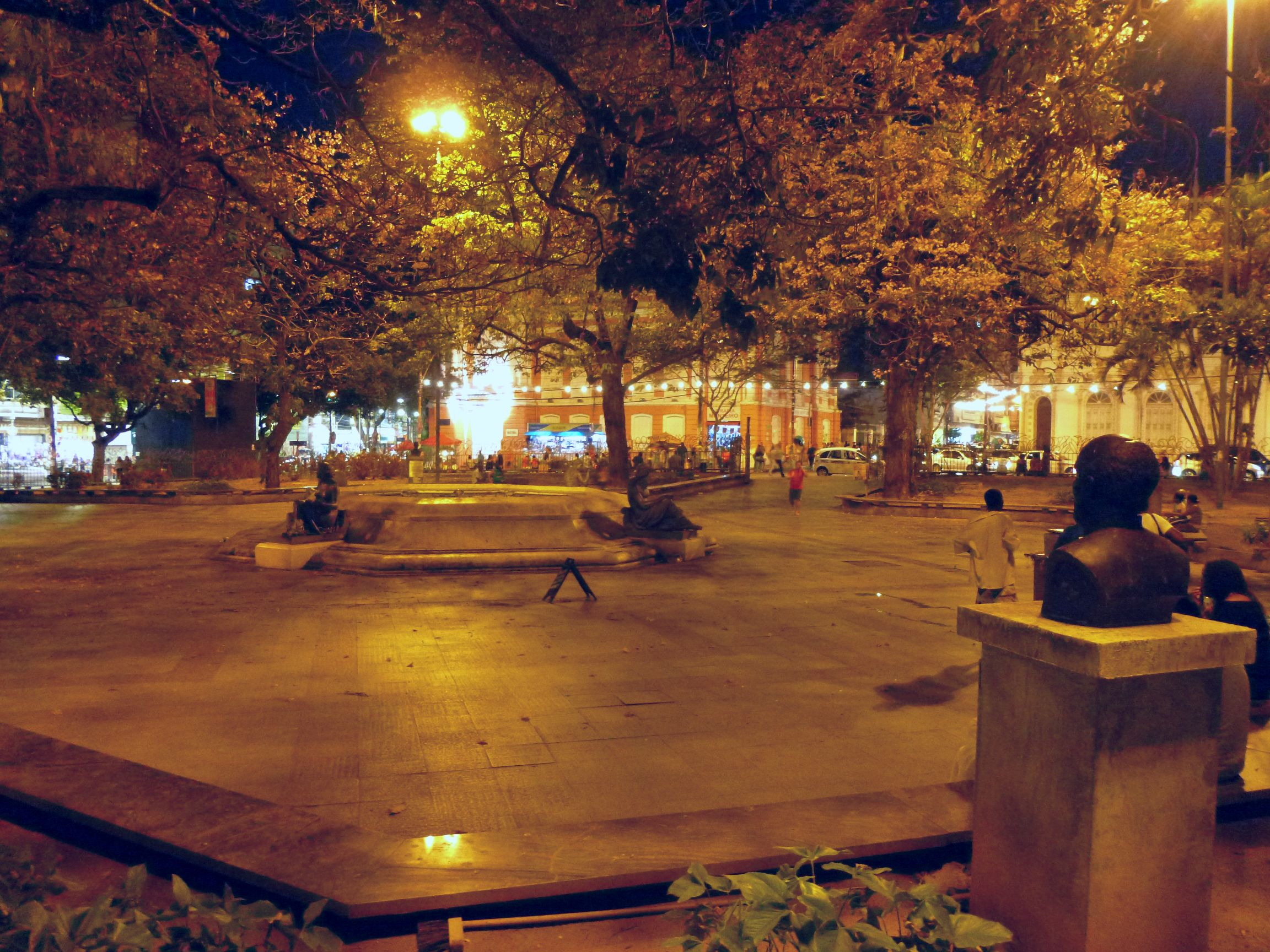
Praça da Piedade, früher Pranger und Hinrichtungsstätte Salvadors

Auf der Praça da Piedade, auf der man regelmäßig Sklaven und Kriminelle an den Pranger stellte bzw. henkte, wurden am 8. November 1799 Manuel Faustino, Lucas Dantas, João de Deus und Luís Gonzaga gehenkt und ihre Köpfe sowie die anderen Körperteile auf Spießen in der gesamten Stadt verteilt zur Schau gestellt. Alle nicht zum Tode Verurteilten wurden deportiert, nachdem sie am Pranger 500 Peitschenhiebe erhalten hatten. Es mag nur Zufall sein, aber der Kopf von Manuel Faustino, der auf die Sterbesakramente durch den franziskanischen Geistlichen verzichtet hatte, wurde am Cruzeiro de São Francisco direkt vor der Franziskanerkirche aufgespießt zur Schau gestellt. Fünf Tage später wurde es Angehörigen des Krankenhauses Santa Casa de Misericordia, einer Einrichtung für Mittellose, die auch für deren Beerdigungen zuständig war, erlaubt, die Leichenteile an unbekannter Stelle zu beerdigen.
An jeder Ecke des Platzes Piedade steht heute eine Bronzebüste im Gedenken an die vier Hingerichteten.

### Salvador im 19. Jahrhundert
Am 29. Dezember 1812 fand vor der Küste von Salvador das Gefecht der US-amerikanischen Constitution gegen die britische Java statt.
Ende des 19. Jahrhunderts veränderte sich von Grund auf das Stadtbild mit der Aufschüttung zwecks Hafenbaus. Selbst das Zollgebäude, das heute den Mercado Modelo beherbergt, war zum Teil noch vom Meer umgeben. Man beachte bei Besichtigung der Unterstadt, dass sich die alten Gebäude aus der Kolonialzeit am Fuße zur Oberstadt befinden. Richtung Meer befinden sich lediglich Gebäude aus der Zeit nach der Aufschüttung. Auf dem Panoramabild lässt sich dies gut erkennen. Außerdem sieht man die alte Kathedrale, die 1933 der Straßenbahn weichen musste. Schon bei der Aufnahme des Bildes im Jahr 1860 war sie stark verfallen und ohne Türme. Nach ihrem Abriss wurde die ehemalige Jesuitenkirche zur Kathedrale umfunktioniert. Rechts im Bild sieht man das Theater São João, das während der Bombardierung stark zerstört wurde und Jahre später nach einem Brand abgerissen wurde.

#### Erste Schiffsladung Eis erreicht Salvador
Im Jahre 1834 erreichte die erste Schiffsladung von Eisblöcken aus Boston den Hafen von Rio de Janeiro. Um die gleiche Zeit wurde Eis auch in der Unterstadt Salvadors verkauft, in der Nähe des ehemaligen Goldmarktes. Mit einer Reklametafel wurde auf seine wertvolle medizinische Wirkung hingewiesen:

„[…] Wir hoffen, dass sich das Publikum an den Verzehr dieses großartigen Stärkungsmittels gewöhnen wird, welches sich hervorragend eignet, um die große Zahl der hier vorkommenden Magenerkrankungen zu lindern. Zahlreiche andere Leiden können damit geheilt werden, so berichten die besten Universitätsgelehrten. Neben der medizinischen Wirkung ist es überaus erfrischend mit Getränken eingenommen, in einem so warmen Land wie dem unseren. […]“

Der Preis von Eis war aufgrund von Transport und komplizierter Lagerung exorbitant hoch. Anfänglich wurde es mit einem isolierenden Mantel aus Holzwolle in der Erde eingegraben und konnte so bis zu fünf Monate konserviert werden.

#### Aufstand muslimischer Sklaven(Revolta dos Malês)

Aufstand der Muslime

Das Wort Malê stammt aus der Sprache der Yoruba und bedeutet Muslim. Diese Sklaven waren in Bahia auch unter dem Namen nagô bekannt. Das Wort nagô kommt aus einer Sprache, die in Benin gesprochen wird, dem Ursprungsland ihrer Verschleppung. Die Revolte wurde im Keller des Hauses Nr. 2 in der Ladeira da Praça (Straße, die zwischen der Praça Municipal und der Feuerwehr der Baixa dos Sapateiros verläuft) vorbereitet, jedoch verraten. Es gab viele dieser Häuser, in denen sich Malês zu Mahlzeiten trafen und arabisch sprachen. Dieses Haus war als solcher Treffpunkt bekannt. Der Aufstand war für den 26. Januar 1835 geplant, begann aber zwangsläufig am Abend des 25. Januar 1835, als ein Richter, ein Polizist und zwei Soldaten der Anzeige nachgingen und das besagte Haus stürmten. Sie waren nicht wenig überrascht, von über 50 Malês überrannt zu werden, die hauptsächlich mit Säbeln bewaffnet waren. Viele Malês flüchteten durch den Garten und alarmierten ihre Gesinnungsgenossen.
Nun begann der Sturm des Rathauses, in dessen Keller das Gefängnis untergebracht war, um den Landsmann Pacífico Licutan zu befreien. Dieser war dort eingesperrt, weil sein „Herr“ Schulden hatte und Pacífico als „Pfand“ zwecks Versteigerung aufbewahrt wurde. Der Sturm scheiterte; es gab Tote auf beiden Seiten, wobei die Malês mit ihren Säbeln eindeutig im Nachteil waren. Die Malês zogen sich zurück und liefen schreiend bis Campo Grande, um eine andere dort angesiedelte Gruppe zu mobilisieren. Man griff das Forte São Pedro und verschiedene Polizeiposten an. Über den Pelourinho und die Unterstadt versuchten sie, sich mit Sklaven aus den Zuckerrohrplantagen neu zu formieren, wurden aber in Água de Meninos vom Militär gestoppt und massakriert; viele Flüchtende ertranken. Am Ende waren 70 Rebellen und 10 Soldaten getötet. Seinerzeit hatte Salvador 65.000 Einwohner, von denen 40 % Sklaven waren. So hielt sich lange Zeit die Angst einer neuen Revolte.

#### Eduardo Baraúna Carigé und das Ende der Sklaverei in Bahia
Ab 1878 wurden in ganz Brasilien Stimmen gegen die Sklaverei lauter, die sich in Salvador 1883 mit der Gründung der baianischen Befreiungsgesellschaft (Sociedade Libertadora Baiana) zu konzentrieren begannen. Die medizinische Fakultät am Pelourinho spielte keine unbedeutende Rolle im Kampf gegen die Sklaverei. Aus allen Gesellschaftsschichten trafen sich nun ihre Gegner; der militanteste unter ihnen war der Arzt und Journalist Eduardo Baraúna Carigé (Iô Iô Carigé) (1851–1905). Wenn die Gesellschaft auch nur 30 Mitglieder zählte, so hatten sie doch enormen gesellschaftlichen Einfluss mit sinnvoll durchdachten Strategien gegen die sogenannte Herrenschicht.
Der Name Carigé taucht immer wieder in Zeitungsmeldungen und offiziellen Polizeidokumenten auf. So am 10. April 1883, als er gemeinsam mit Gleichgesinnten den Transport des Sklaven Lino Caboto nach Rio de Janeiro zu verhindern wusste, da es gesetzlich verboten war, Sklaven von einer Provinz in die andere zu befördern. Aber in erster Linie verdankten Carigé hunderte Sklaven ihre Freiheit, weil er sie rechtlich beriet und ihnen wohlgesinnte Anwälte verschaffte. Hauptsächlich setzte man auf Formfehler wie das Fehlen der Elternangabe oder einer Registrierungsnummer. Außerdem wurde nach einem Gesetz von 1831 der Import von Sklaven nach Brasilien illegal.
Die sogenannten Herren der Sklaven kümmerten sich nicht um die Gerichtsverhandlungen, sondern reagierten erst auf die Publikationen der Urteile in der Gazeta da Bahia. Einsprüche vor der nächsthöheren Instanz blieben nicht immer ohne Erfolg. Aber selbst wenn die vor Gericht erstrittenen Aussichten auf Freiheit immer seltener wurden, fühlten sich immer mehr Sklaven motiviert, den juristischen Weg zugunsten eines besseren Schicksals einzuschlagen.

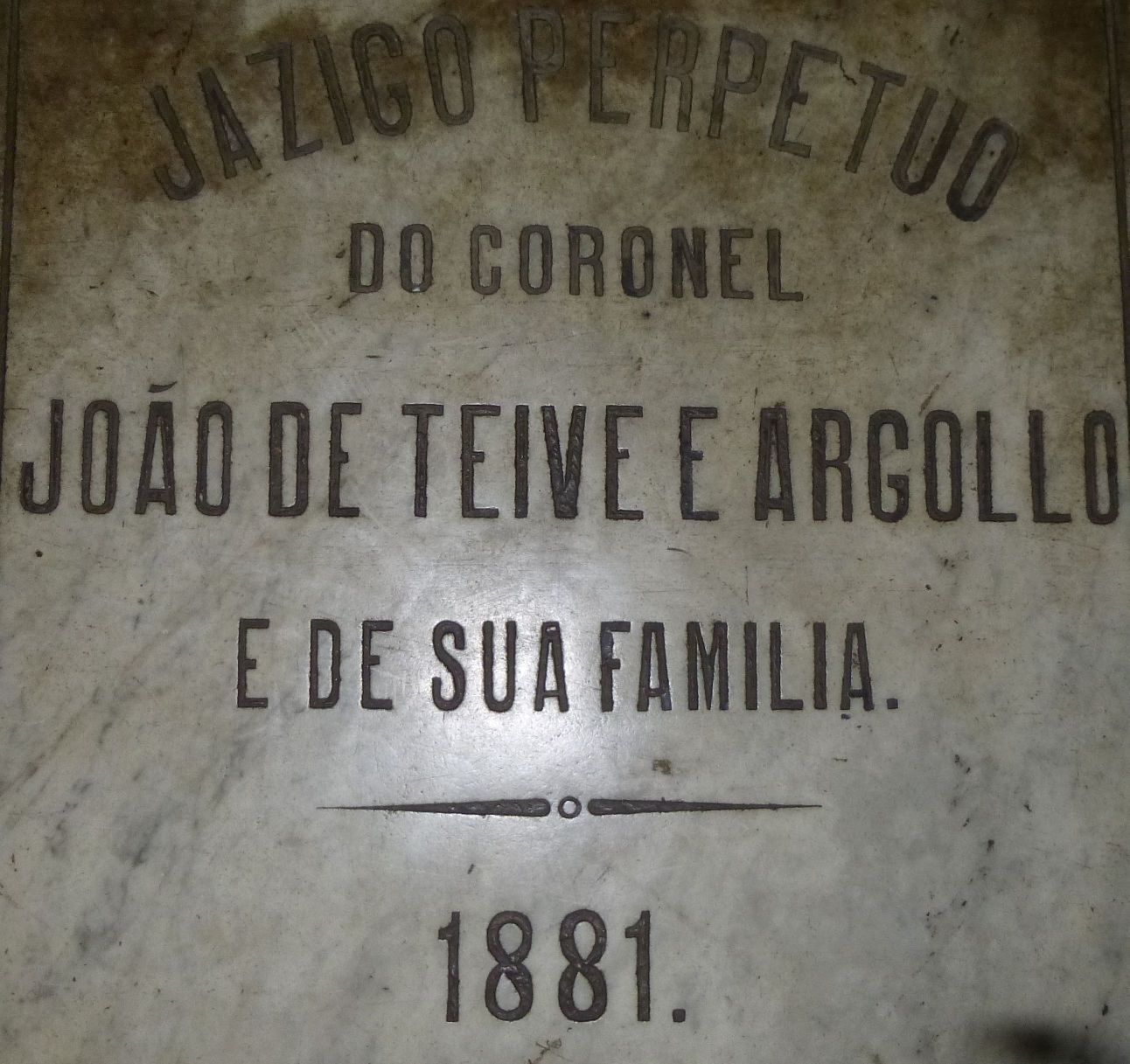
Grabplatte in der Franziskanerkirche

Carigé legte sich oft polemisch mit den Herren an, beispielsweise mit der Familie von João de Teive e Argollo, dessen Grabplatte auf der rechten Seite des Altars der Franziskanerkirche zu finden ist. Neben Zuckerplantagen besaß diese Familie die Fazenda Água Cumprida, aus der später die Stadt Simões Filho hervorging. Sein Sohn, ebenfalls João de Teive e Argollo, wurde 1887 vom Sklaven Silvestre angezeigt, den Sklaven Damião mit einem Knüppel erschlagen zu haben. Carigé schaltete sich ein und forderte im Namen der Befreiungsgesellschaft polizeiliche Ermittlungen, die jedoch keine Beweise gegen Argollo hervorbrachten. Auch durch einen Staatsanwalt zusätzlich geforderte Ermittlungen brachten keine Beweise, dass der Sklave Damião wirklich erschlagen worden sei. Möglicherweise hatte der Sklave Silvestre den Tod des Damião (der wahrscheinlich durch eine chronische Krankheit gestorben war) als Vorwand genutzt, sich aus der Sklaverei zu befreien, eine zu der Zeit immer gängiger werdende Form der Auflehnung von Sklaven gegen ihre Herren.
Eduardo Baraúna Carigé wurde immer wieder mit dem Tode bedroht, und man warf ihm vor, sich am wenigen Geld der Sklaven bereichert zu haben. Tatsächlich aber starb er verarmt im Alter von 54 Jahren. In noch heute bekannten Volksliedern wird er als Held gegen die Sklaverei gefeiert.

### Salvador im 20. Jahrhundert und Moderne

#### Bombardierung Salvadors

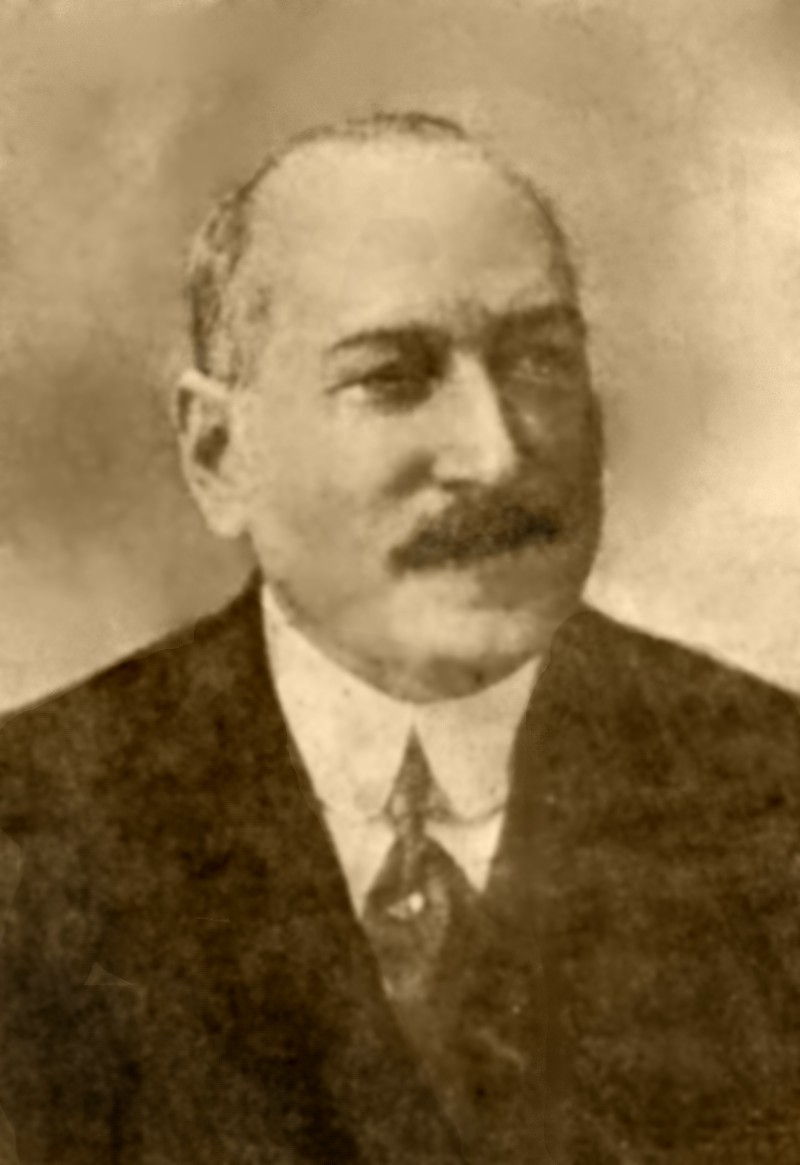
José Joaquim Seabra, 1915, drei Jahre nach der Bombardierung Salvadors

Im Jahre 1910 entbrannte ein Disput aufgrund der bevorstehenden Wahl zum Gouverneur von Bahia zwischen den zerstrittenen Oligarchen der Region. Diese politische Auseinandersetzung hatte zur Folge, dass der Gouverneur João Ferreira de Araújo Pinho 1911 vorzeitig aus dem Amt ausschied. Federführend an diesem eigentlich politischen Schachzug waren José Joaquim Seabra und Präsident Hermes da Fonseca, mit dessen Hilfe Seabra ins Amt gehoben werden sollte. Anders jedoch als geplant wurde nicht Seabra, sondern sein Gegenspieler Aurélio Rodrigues Viana 13. Gouverneur von Bahia. Diese Amtsübernahme war umstritten, und so ließ Viana das Parlament von Bahia besetzen und dessen Sitz in seinen Geburtsort Jequié verlegen, um Sanktionen durch Präsident Fonseca zu entgehen. Viana ließ zudem strategische Punkte der Stadt durch Polizei und Militär besetzen, weil der Bundesrichter Paulo Martins Fontes sämtliche Aktionen Vianas für nicht gesetzeskonform erklärte.
Der bewaffnete Konflikt war damit programmiert, und Richter Martins beauftragte bzw. intimierte Präsident Fonseca, in Bahia Recht und Ordnung wiederherzustellen. Am 10. Januar 1912 forderte der zuständige General Sotero de Menezes Viana letztmals auf, dem höchstrichterlichen Urteil zu folgen, aber um 13:00 Uhr übermittelte Viana als Antwort, dass er im Amt bleiben werde. Um 13:30 Uhr verkündete Menezes, dass die öffentliche Ordnung durch Waffengewalt wiederhergestellt werde. Um 13:40 Uhr fielen die ersten beiden Kanonenschüsse (zunächst noch Pulverschüsse) vom Forte São Marcelo. Um 14 Uhr begann die vierstündige Bombardierung der Stadt. Die Zahl der Toten und Verletzten wurde nie ermittelt. Neben der Zerstörung öffentlicher Regierungsgebäude wie des Palácio Rio Branco am Aufzug Lacerda und anderer historischer Bauten brannte die Bibliothek mit dem Stadtarchiv nieder. Originaldokumente über die Entstehung der Stadt gingen so für immer verloren. Einen Tag später, am 11. Januar 1912, gab Aurélio Rodrigues Viana dem Druck nach und trat zurück.
Die Bombardierung Salvadors als Sanktion provozierte in Brasilien einen Aufschrei der Empörung. Dadurch sah sich das oberste Gericht gezwungen, Viana durch einen Habeas Corpus als Gouverneur wieder einzusetzen. Dies hatte wiederum völlig unerwartet zur Folge, dass sich die Bürger Salvadors gegen die Obrigkeit auflehnten, die Polizei in der Baixa dos Sapateiros attackierten und über Barroquinha zum Platz Castro Alves marschierten, um dessen erneute Absetzung zu erzwingen. Viana trat ein zweites Mal zurück und flüchtete in das Konsulat von Venezuela. Der Präsident des Landesgerichtes von Bahia, Bráulio Xavier, übernahm bis zur Wahl des neuen Gouverneurs die Regierungsgeschäfte. Aus dieser Wahl ging José Joaquim Seabra als 15. Gouverneur Bahias hervor.

#### Pelourinho

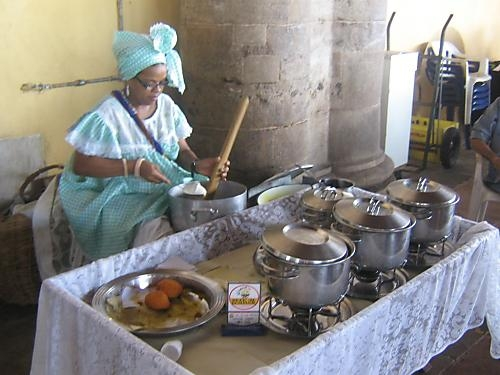
Straßenküche auf dem Pelourinho

Eines der Touristenzentren ist der Pelourinho, zu Deutsch Pranger, im historischen Kern von Salvador. Einst Durchgangsstraße vom Jesuitenkloster zum Karmel (Convento do Carmo), wurde dort wie in vielen anderen Stadtteilen ein Pranger (Pelourinho) aufgestellt, an dem in erster Linie Sklaven ausgepeitscht und zur Schau gestellt wurden. Allerdings konnten auch andere Stadteinwohner, etwa wegen homosexueller Vergehen oder Diebstahls, für eine gewisse Zeit dort angebunden werden. Am Pelourinho kann man die Kirche Igreja do Rosário dos Pretos (Kirche vom Rosenkranz der Schwarzen) besichtigen. Heute leben am und um den Platz viele Künstler wie Filmemacher, Musiker, Maler und Schriftsteller.

## Demographie

### Bevölkerungswachstum
Salvador ist die größte Stadt des Nordostens und die achtgrößte Lateinamerikas. Mehr Einwohner haben nur São Paulo, Mexiko-Stadt, Buenos Aires, Lima, Bogotá, Rio de Janeiro und Santiago.
| Jahr | Einwohner |
| ---- | --------- |
| 1872 | 129.109   |
| 1900 | 205.813   |
| 1940 | 290.443   |
| 1960 | 649.453   |
| 1980 | 1.501.981 |
| 2000 | 2.440.828 |
| 2010 | 2.676.606 |
| 2021 | 2.900.319 |

### Kriminalität

Vorbereitungen für die Fußball-Weltmeisterschaft 2014

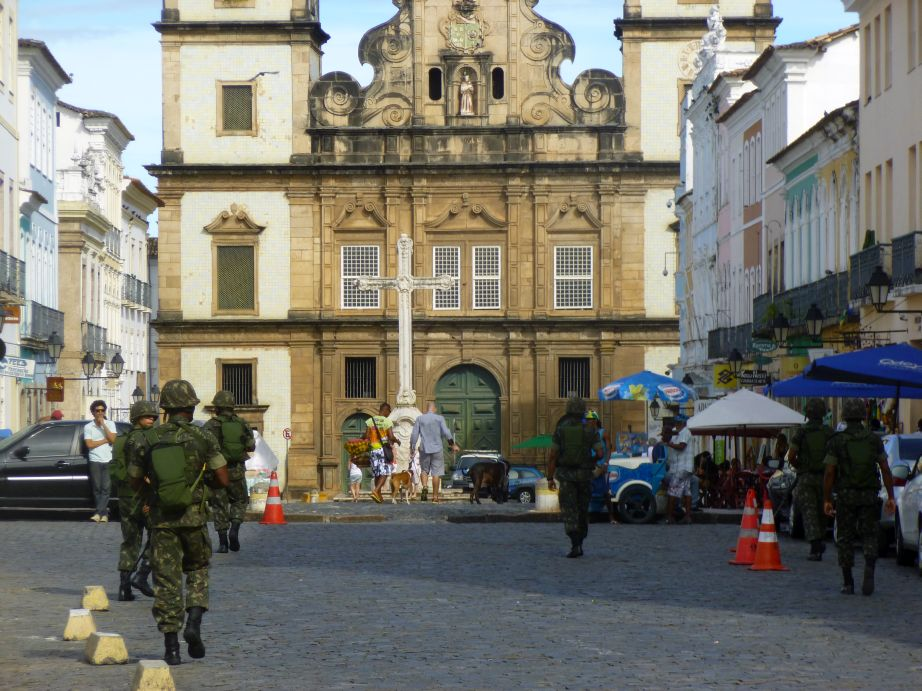
Einsatz des Heeres während des Streiks der Polícia Militar 2014

Die Kriminalitätsrate der Stadt ist vergleichsweise hoch. So wurden in Salvador 2013 2234 Menschen ermordet, was eine Mordrate von 57,51 pro 100.000 Einwohner ausmacht (Gesamt-Brasilien: 27,1, Deutschland: 0,8). Damit erscheint Salvador im Jahr 2014 auf Rang 13 der gewalttätigsten Städte der Erde (weitere zehn brasilianische Städte unter den ersten 30), 2015 lag Salvador auf Rang 14 (von 50 Städten weltweit). Aufgrund der trotz der Kriminalitätsrate wachsenden Nachfrage sind die Hotelpreise für die Zeit der Fußball-Weltmeisterschaft 2014 um bis zu 317 % gestiegen.
Abgesehen von vereinzelten Taschendieben, die sich in den touristischen Gegenden der Stadt aufhalten, spielt sich die Gewalt eher in den peripheren Stadtteilen spät nachts bzw. zur frühen Morgenstunde ab. Gründe für diese Gewaltexzesse sind zu 69 % Rivalitäten zwischen Drogenbanden, von Drogenkonsumenten nicht beglichene Rechnungen oder Streitigkeiten unter Crack-Abhängigen. Auch Unbeteiligte geraten gelegentlich in Schießereien. Auch dann sind fast ausschließlich Favelabewohner die Opfer. In den ersten Februarwochen 2014 erreichte die Zahl der Unbeteiligten mit fünf getöteten Kindern zwischen 1 und 14 Jahren einen Höhepunkt.

## Kultur
Der afrikanische Einfluss auf Salvador ist nach wie vor sichtbar, in kaum einer anderen Region ist die Stellung der Afrobrasilianer so stark. Dies zeigt sich vor allem in der Küche, der Musik und der Religion. Der Candomblé, der sich aus der Religion der Yoruba und Elementen aus anderen afrikanischen Glaubensrichtungen wie Bantu und Ifé entwickelt hat und sich vordergründig mit dem Katholizismus synkretisiert hat, ist die am weitesten verbreitete afrobrasilianische Religion und hat ihren Ursprung in Bahia.
Nachdem der Candomblé bis in die 1970er Jahre verboten war, der Kult und die Rituale jedoch trotzdem ausgeübt wurden, mussten die Orixás, die verehrten deifizierten Helden aus den afrikanischen Ursprungsmythen, in katholischen Heiligen ihre Entsprechung finden. So wurde jedem und jeder Orixá ein Heiliger oder eine Heilige zugeordnet. Jedem Orixá werden jedenfalls bestimmte Charaktereigenschaften, Naturelemente, Speisen, Mineralien, Farben, Fähigkeiten und mythische Figuren aus der afrikanischen Geschichte zugeordnet.
Die Farbe Rot wird beispielsweise der heiligen Barbara beziehungsweise den Orixás Oyá, Yansa oder Xango zugeordnet. Dem französischen Ethnologen Pierre Verger sind detaillierte Aufstellungen zu verdanken.

### Religion
Salvador ist Sitz des Erzbistums São Salvador da Bahia.

#### Candomblé

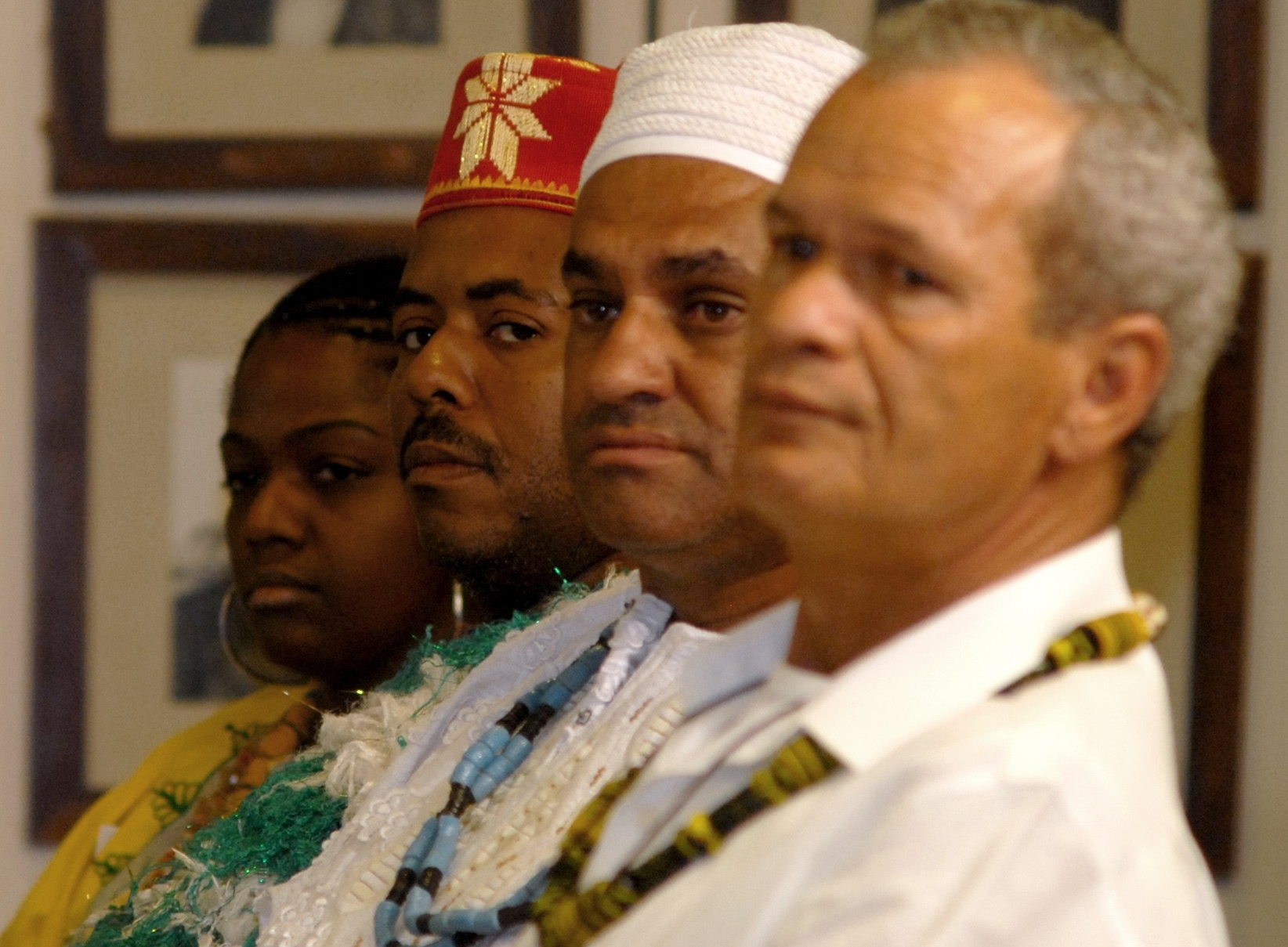
Angehörige des Candomblé

Mãe Stella de Oxóssi, die spirituelle Leiterin (Iyalorixá) einer der bedeutendsten Einrichtungen des Candomblé der Stadt, des Axé Opó Afonjá, tritt vehement für eine Entsynkretisierung des Candomblé vom Katholizismus ein. Im Volkskatholizismus, der auch sehr weit verbreitet ist, werden Elemente des Candomblé übernommen. Die Heiligenverehrung mit ihren bombastischen Festen Senhor do Bomfim und Santa Barbara hat in der Stadt der vielen Kirchen eine große Bedeutung.
Ein Beispiel für Volksglauben sind die bunten Bänder (Fitinhas), welche den Touristen pausenlos angeboten und um den Arm gebunden werden. In früheren Zeiten wählte der Gläubige das Band mit der Farbe des Orixá, dem er untergeordnet war, beziehungsweise des Orixá, dessen man an dem Tag gedachte. Mit drei Knoten wurde das Band am rechten Handgelenk angebracht. Für jeden Knoten konnte sich der Empfänger etwas wünschen. Das Band durfte nicht mehr entfernt werden, und wenn es von alleine abfiel, waren die drei Wünsche erfüllt.

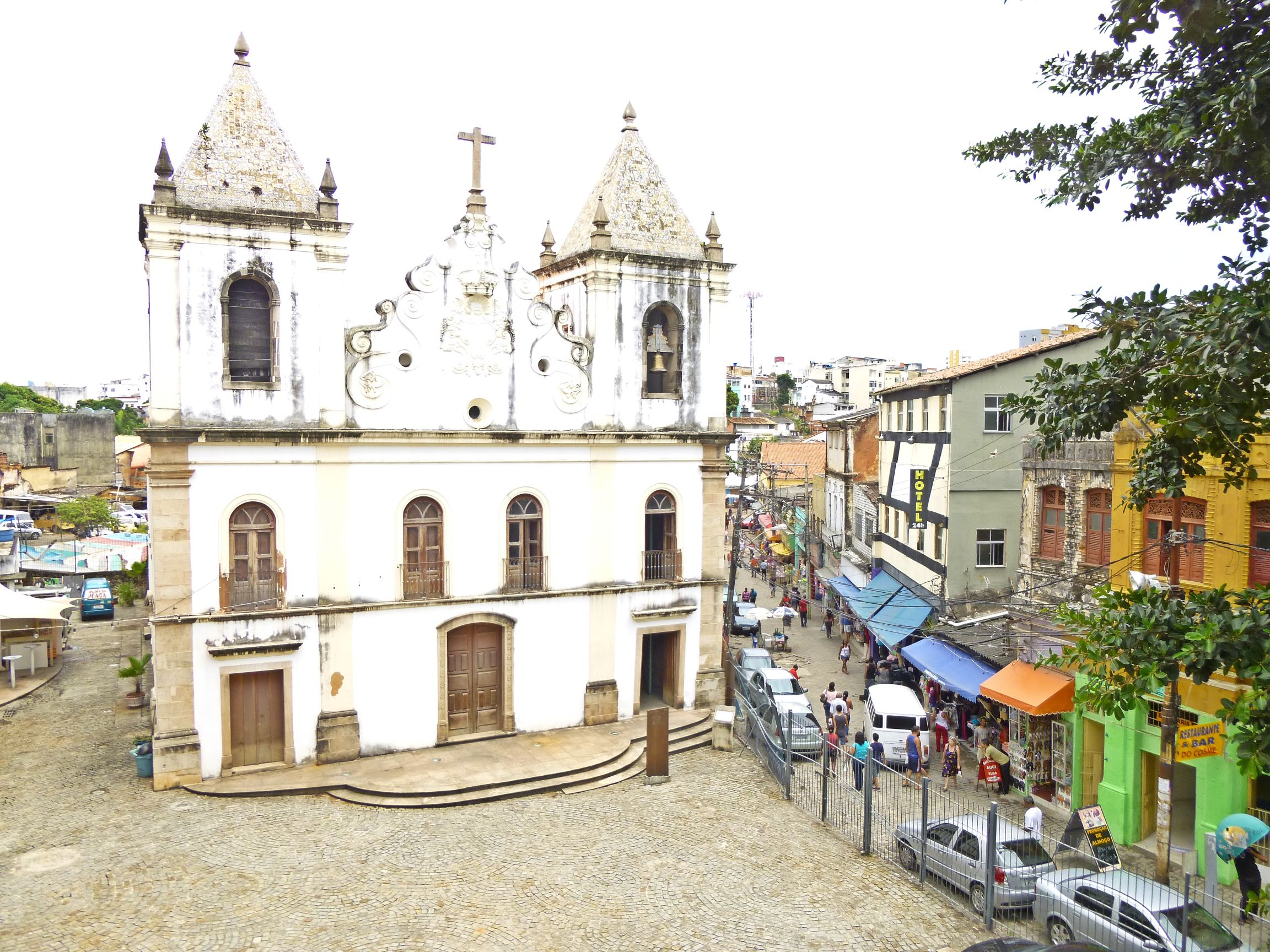
Igreja da Barroquinha – Wiege des Candomblé in Brasilien

In einem Land mit vielen Kontrasten ist es nicht verwunderlich, dass ausgerechnet eine katholische Kirche zur Wiege des Candomblé geworden war. Der brasilianische Anthropologe Renato da Silveira erklärt, dass viele Sklaven, über das Königreich Oyo vermittelt, nach Brasilien geschafft wurden. Diese Yoruba verkauften Afrikaner aus dem Norden, Hausa, Tapa bzw. Nupe und Bariba, bis es zwischen 1820 und 1830 zu einem Aufstand kam und nun muslimische Händler Yoruba verkauften. Das Königreich Oyo zerfiel, und so wurden selbst Angehörige königlicher Familien, Priester und Priesterinnen durch Muslime nach Brasilien versklavt. Durch sie wurde der schon seit Jahrhunderten praktizierte afrikanische Candomblé in Brasilien zu einer neuen Religion.
Ijexá, Ochosi, Shango und andere Gottheiten werden im Ritus durch die Shango-Priesterin Iyá Nassô im Schwarzen-Viertel Barroquinha verehrt. In der Kirche Barroquinha (s. Foto) hatte sich eine Vereinigung ehemaliger Sklaven installiert, die Schwesternschaft des Guten Jesus vom Martyrium. In ihren Räumen im Innern der Kirche wurde so der Candomblé, versteckt vor der weißen Gesellschaft, praktiziert.

### Capoeira
Auch die Capoeira ist ein Erbe der Sklavenzeit, und Salvador gilt als das Zentrum dieses Kampf(tanz)sports.

### Sklaven und der Kirchbesuch
Für Sklaven gab es kein Verbot, Gottesdienste in katholischen Kirchen zu besuchen, weil sie ohnehin lediglich Zutritt zu einigen wenigen Kirchen hatten. Auch dabei war es ihnen nicht erlaubt, sich gemeinsam mit den Bürgern der Stadt in die Bänke zu setzen, was an die Praxis der südafrikanischen Apartheid erinnert. Das Panoramabild oben, aufgenommen in der Igreja São Francisco, zeigt den Raum im hinteren Teil des Gebäudes, in der Nähe des Eingangs, wo sich die Sklaven stehend aufhalten durften. Aus diesem Grunde waren „ihre“ Heiligen auch auf Altären in ihrer Nähe aufgestellt. Hier Benedikt der Mohr links und rechts die heilige Jungfrau Iphigenia.

### Barroco na Bahia
Das deutsch-brasilianische Projekt Barroco na Bahia arbeitet seit 1993 in Salvador im Bereich der Jugendarbeit mit klassischer Musik. Mit dem sozio-kulturellen Ansatz des Projektes wird versucht, die Werte des Humanismus in gemeinsamer Arbeit mit Jugendlichen aus mittleren und einfacheren Bevölkerungsschichten mit Hilfe von Vokal- und Chormusik sowie gemeinsamer Arbeit an größeren Projekten bis hin zur Oper zu vermitteln.

### Fonte Nova, Arena Fonte Nova und Fußballweltmeisterschaft

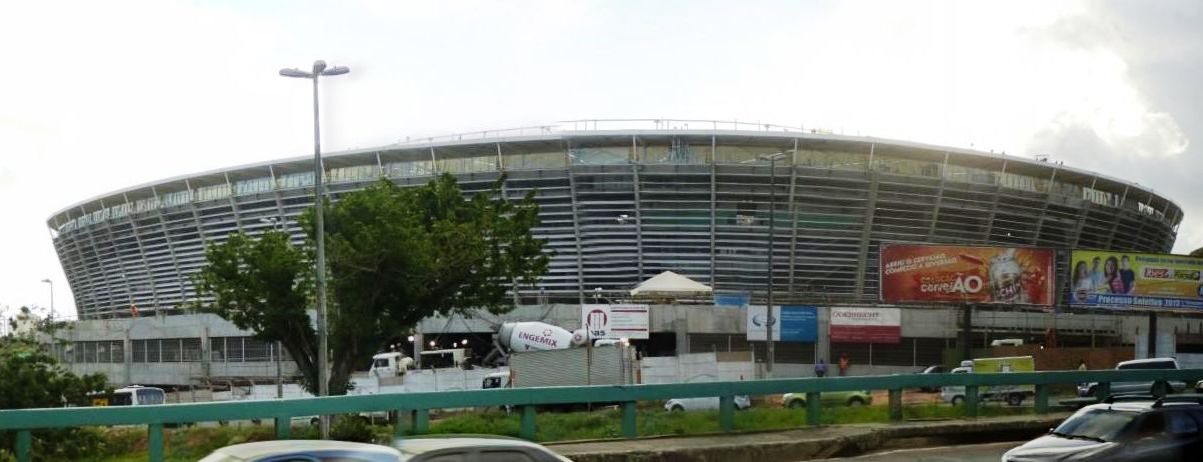
Arena Fonte Nova

Das Stadion Arena Fonte Nova hieß bis 2013 Fonte Nova und früher Estádio Octávio Mangabeira, benannt nach dem Gouverneur Bahias (1947–1951). Das Stadion fasste 60.000 Personen und wurde 2007 nach einer Tragödie geschlossen. Am 25. November 2007 brach ein Teil der höher gelegenen Tribüne ein. Sieben Menschen stürzten 40 Meter tief in den Tod. 20 Verletzte wurden einen Tag nach dem Unfall noch in Krankenhäusern behandelt. Schon in der Vergangenheit waren Baumängel in Form von herabstürzenden Betonteilen sowie eine prekäre Hygiene aufgezeigt worden. Am 29. August 2010 wurde das Stadion abgerissen. Das für die Fußball-Weltmeisterschaft 2014 neu errichtete Stadion Arena Fonte Nova wurde am 7. April 2013 mit dem Spiel Bahia gegen Vitória (Ergebnis 1:5) eröffnet.

### Karneval

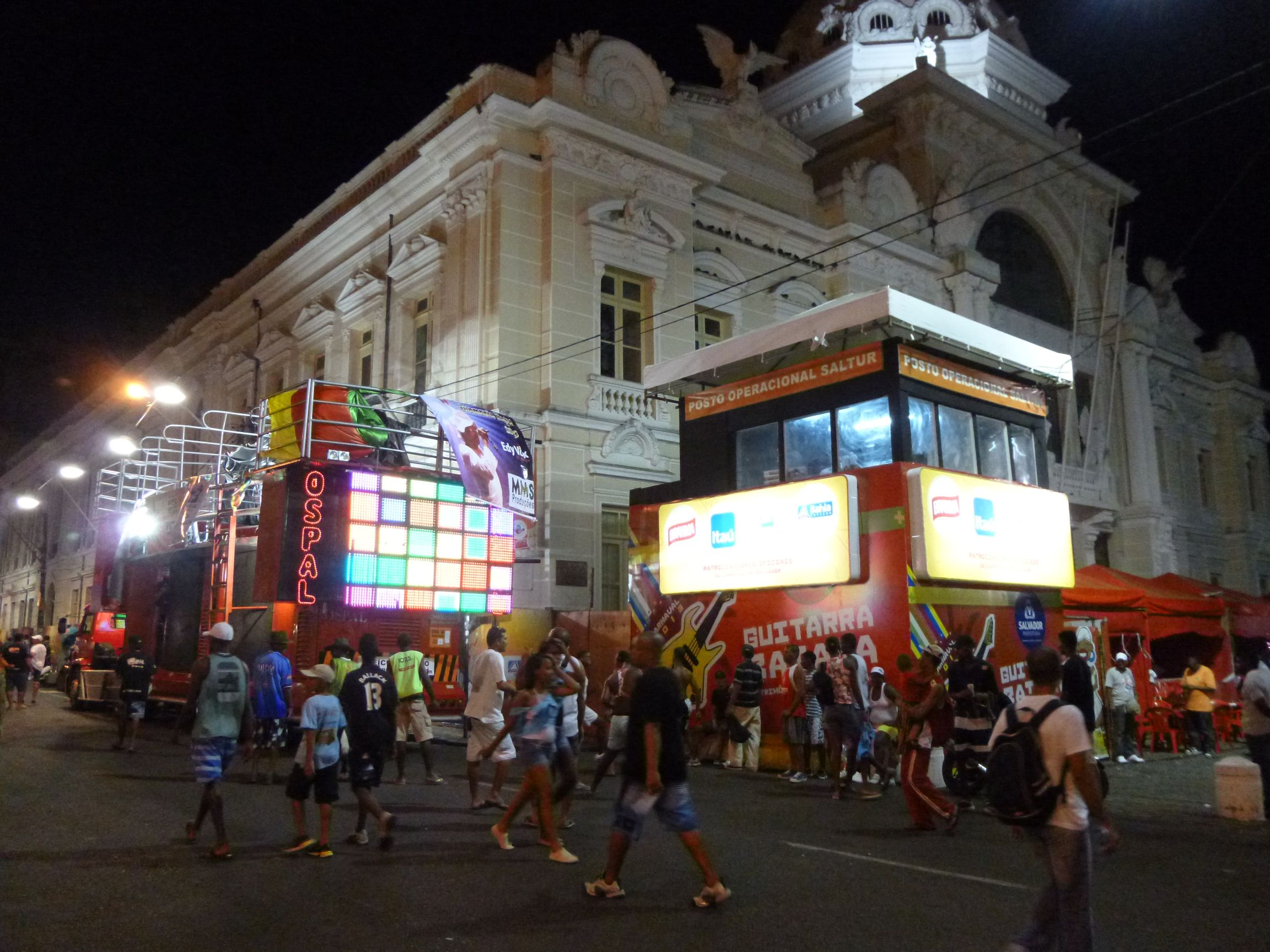
Karnevalsauftakt vor dem Palast Rio Branco, 2013

Der Karneval in Salvador ist mit dem Karneval in Rio der größte Straßenkarneval der Welt und dauert sechs Tage und sechs Nächte. Am Donnerstagabend vor Aschermittwoch beginnt das Fest in der Karnevalshochburg Brasiliens, für das mit jährlich wechselnden Slogans geworben wird. Der Bürgermeister übergibt den Stadtschlüssel an den dicken Rei Momo, den Karnevalskönig. Dann strömen anderthalb Millionen Menschen durch die Straßen – bis zum Aschermittwoch. 19 Kilometer werden für den Hauptzug entlang der Uferpromenade und durch die Innenstadt abgesperrt. Große Laster mit Lautsprecherboxen (sogenannte „Trios elétricos“) von der Größe eines Schiffscontainers fahren durch die Stadt, obenauf ist die Bühne einer Musikgruppe, deren Fans im Strom durch die Straßen tanzen. Viele bekannte Musiker aus Salvador beteiligen sich, darunter auch Olodum, Daniela Mercury, Timbalada und Ivete Sangalo. Ein zweiter Zug wälzt sich während des Karnevals durch die engen Gassen des Altstadtviertels Pelourinho.

### Sehenswürdigkeiten

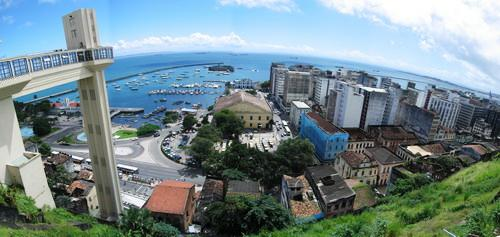
Hafen und Elevador Lacerda

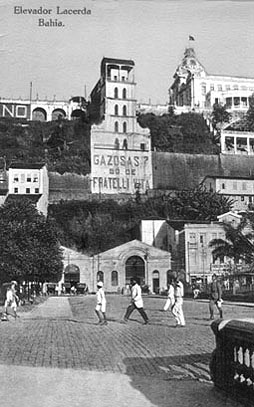
Originalaufzug von Antônio Francisco de Lacerda

Auch außerhalb der Karnevalszeit ist Salvador ein beliebtes Ziel für Touristen, auch aus Deutschland. Die Stadt besitzt eine Fülle von Sehenswürdigkeiten:
- Die Altstadt rund um den sogenannten Pelourinho gehört seit 1985 zum Weltkulturerbe der UNESCO.

Die bedeutendsten der heute existierenden 166 Kirchen sind:
- Die Kirche Nosso Senhor do Bonfim: Für die Katholiken Salvadors das wichtigste Glaubenszentrum Bahias. Die Christusstatue Nosso Senhor do Bonfim (Unser Herr vom Guten Ende) und Nossa Senhora da Guia (Unsere Liebe Frau von der Führung) kamen 1745 aus Portugal.

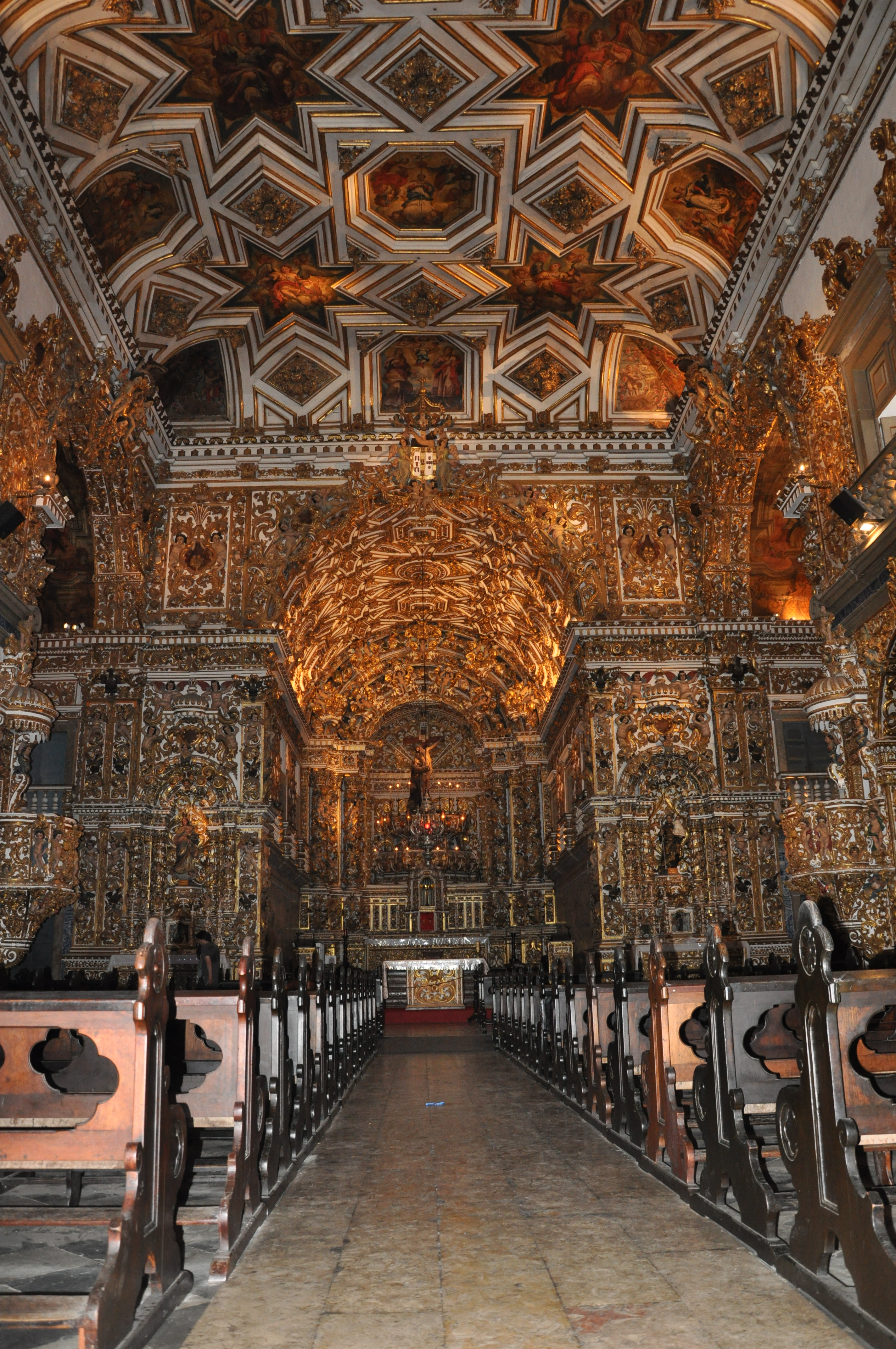
Igreja de São Francisco in der Altstadt von Salvador

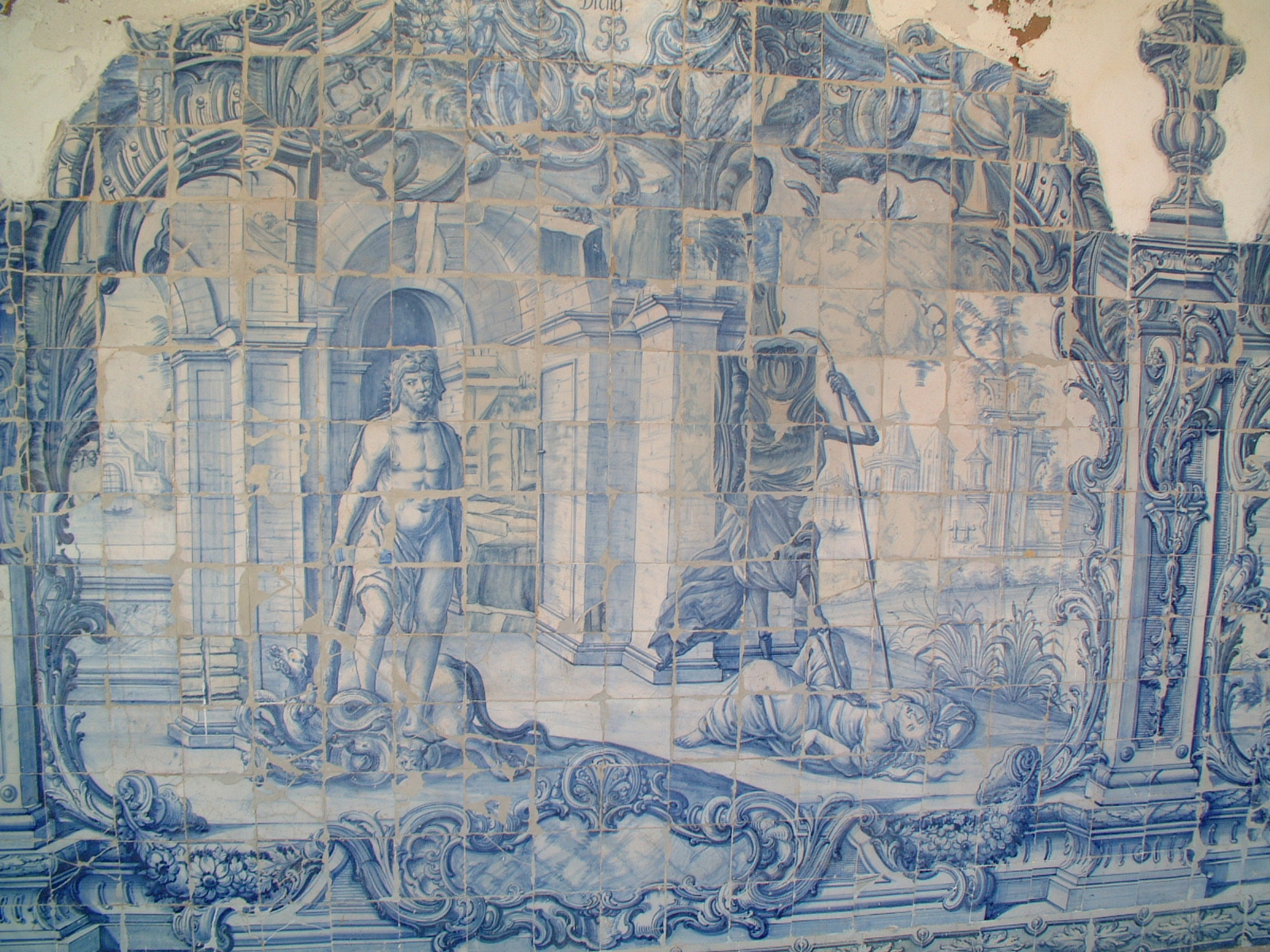
Blaufliesengemälde im Kreuzgang von São Francisco

- Die Kirche São Francisco, erbaut zwischen 1686 und 1755, mit prächtigen Innendekorationen aus barocker Talha dourada und einer großen Sammlung von Blaufliesengemälden (Azulejos), angeblich ein Geschenk des Königs von Portugal Johanns V. gewesen sein sollen. Die Fliesendarstellungen des Kreuzgangs stellen im oberen Stockwerk Jagd-, Schiffs- und Hirtenszenen dar. Die des unteren sind eine Wiedergabe der Gemälde des flämischen Malers Otto van Veen und stellen eine natürliche Sittenlehre dar, die den Versen des Horaz entnommen ist. Kirche und Kloster sollten ab 2014 in jahrelangen Restaurierungen wiederhergestellt werden. Seit Ende 2012 werden die Kirchenfassaden illuminiert.
- nicht weit davon liegt die für ihre barocke Fassade bekannte Igreja da Ordem Terceira de São Francisco.
- Basilika St. Sebastian

Weiteres:
- die Casa do Comerçio[74]
- Denkmal für Ludwik Lejzer Zamenhof, den Begründer der internationalen Sprache Esperanto, im Stadtzentrum.
- Elevador Lacerda: Mit dem Bau dieses hydraulisch betriebenen Aufzugs wollte die Unternehmerfamilie Lacerda die Erweiterung der ursprünglich in der Unterstadt (Cidade Baixa) gelegenen Stadtzentrums in den Süden vorantreiben, also in die hinter dem historischen Kern der Oberstadt (Cidade Alta) liegenden Stadtteile. Er bestand zunächst aus nur zwei Kabinen. Für den Zugang zur Unterstadt wurde ein Tunnel in das Bergmassiv getrieben. Antônio Lacerda konnte den Erfolg seines Bauwerkes nicht mehr miterleben; er starb verarmt.[75] Erst 1930 wurde der Aufzug mit zwei zusätzlichen zu vier Kabinen ausgebaut, so, wie er heute die Silhouette Salvadors prägt.
- Das Restaurante Escolar. Ein Restaurant am Pelourinho, in dem junge Menschen eine Ausbildung zum Ober machen können. Dort gibt es jeden Abend ein Buffet mit allen typischen Gerichten der Region.
- Mercado Modelo: Ehemaliges Zollabfertigungsgebäude, in das nach seiner Außerdienststellung der Mercado modelo verlegt wurde. Dessen Markthalle war 1969 einem Brand zum Opfer gefallen und musste vollständig abgerissen werden. An seiner Stelle steht heute ein imposantes Denkmal von Mário Cravo Junior. Der Keller des ehemaligen Zollabfertigungsgebäudes ist zu keiner Zeit, wie der Volksmund behauptet, ein Verlies für ankommende Sklaven gewesen, die dort, an Ringen in den Wänden angekettet, knietief im Wasser gestanden hätten. In Wirklichkeit wurden dort verderbliche Lebensmittel gelagert. Heute wird das Gebäude als Touristenmarkt mit über sechzig Läden genutzt, in denen viele brasilianische Mitbringsel erstanden werden können. Er befindet sich direkt am Rande des Zentrums (Comercio).
- Der Leuchtturm Barra am Eingang der Baía de Todos os Santos, wo man den Sonnenuntergang beobachten kann.
- Der Zoo im Stadtteil Ondina.
- Palácio de Ondina: Sitz des Generalgouverneurs im Stadtteil Ondina nahe dem Zoo.

### Feste und Gedenktage
Die herausragenden Feste und Gedenktage Salvadors sind durch die katholische Prägung Brasiliens meist religiöser Natur.
- 1. Januar: In der Prozession Bom Jesus dos Navegantes (Herr Jesus der Seefahrer), am 1. Januar, segeln Boote und Schiffe durch die Baia de Todos os Santos zur Kapelle Boa Viagem (Gute Reise). An Bord eines Schiffes ist die Christusstatue aus der Kirche Conceição da Praia.
- 2. Donnerstag im Januar: In einer Prozession, die bis zu einer Million weißgekleidete Teilnehmer zählt, ziehen die Menschen auf einer acht Kilometer langen Strecke durch die Straßen Salvadors. Viele Menschen tragen Vasen auf dem Kopf, die gefüllt sind mit parfümiertem Wasser und weißen Blumen. Vor der Kirche Nosso Senhor do Bonfim (Unser Herr vom Guten Ende) werden die Treppen rituell mit dem Wasser der Vasen gereinigt.
- 14 Tage vor Karneval wird die Kirche vom Strand Itapuã gereinigt.
- 24. Juni: Johannesfest. Im Park der Ausstellungen treffen sich Sängerinnen und Sänger des ganzen Landes zu einem ausgelassenen Fest.
- 2. Juli: Unabhängigkeit Bahias von der portugiesischen Krone. Der Aufmarsch fand erstmals im Jahre 1824 statt, um auf die weiterhin bestehenden sozialen Ungerechtigkeiten aufmerksam zu machen.
- 27. September: Fest der Brüder heilige Kosmas und Damian. Die Gläubigen bereiten Caruru (s. u.) zu und verschenken Süßes an die Kinder. Das Fest findet um den Markt Santa Barbara auf der berühmten Straße Baixa dos Sapateiros (Schuhmacherstraße), auch Avenida José Joaquim Seabra, im historischen Zentrum Salvadors statt. Auch die Gläubigen des Candomblé begehen diesen wie die meisten anderen Festtage.
- 29. November bis 8. Dezember: Gedenktag Nossa Senhora da Conceição (Unsere Liebe Frau von der Empfängnis). Dieses Fest findet in einer Kirche desselben Namens am Fuße des Aufzugs Lacerda statt. An vielen Ständen werden Gerichte und Getränke serviert mit den Klängen von Reggae, Pagode und Samba.
- 4. Dezember: Heilige Barbara. Viele Gläubige, besonders des Candomblé, tragen rote Kleidung.
- 13. Dezember: Heilige Lucia von Syrakus

### Küche
Bahias Küche zeigt deutlich kreolische bzw. afrikanische Einflüsse. Zu ihren Grundzutaten gehören das Öl der Dendê-Palme, Kokosmilch, Garnelen und Muscheln, Gewürze der Region wie Pfeffer und grüner Koriander. Zu den typischen Gerichten gehören:
- Vatapá: eine Art Püree, aus getrockneten und frischen Krabben und kleinen Fischstücken gekocht. Weitere Zutaten sind Cashewnüsse, Erdnüsse, Zwiebeln, frischer Koriander, frische Ingwerwurzel, Palmöl, Bohnen und Kokosmilch. Das Gericht wird mit einem Brei aus Reismehl und Kokosmilch serviert und mit Pfeffer nach Geschmack abgerundet.
- Moqueca: ein Eintopf aus Fisch (de peixe), Tintenfisch (de lula) oder Trockenfisch (de bacalhau) und Kokosmilch, Palmöl, Koriander, Petersilie, Tomaten, rotem Paprika, Knoblauch und Zwiebeln. Dazu werden Reis und Pimenta, eine scharfe Würzsauce, gereicht.
- Acarajé: ein Bällchen aus Bohnenmus der Augenbohne und Krabben, wird in heißem Palmöl frittiert. In Salvador an fast jeder Straßenecke zu bekommen.
- Sarapatel: Zu frischem Blut werden Leber und Herz vom Schwein oder Hammel gegart. Weiterhin gehören in das Sarapatel Tomaten, Paprika und Zwiebeln.
- Carurú: Krabben werden kombiniert mit einer scharfen Soße aus rotem Pfeffer und Okra.
- Churrasco: neben der Feijoada das Lieblingsgericht der Brasilianer, nicht nur in Bahia. Rind- und andere Fleischstücke oder sogar ein ganzer Ochse werden am Spieß über einem offenen Kohlefeuer gegrillt. Dazu wird eine Art Vinaigrette mit vielen kleingeschnittenen Tomaten und Zwiebeln sowie Reis und Bohnen gereicht.

## Wirtschaft

### Verkehr

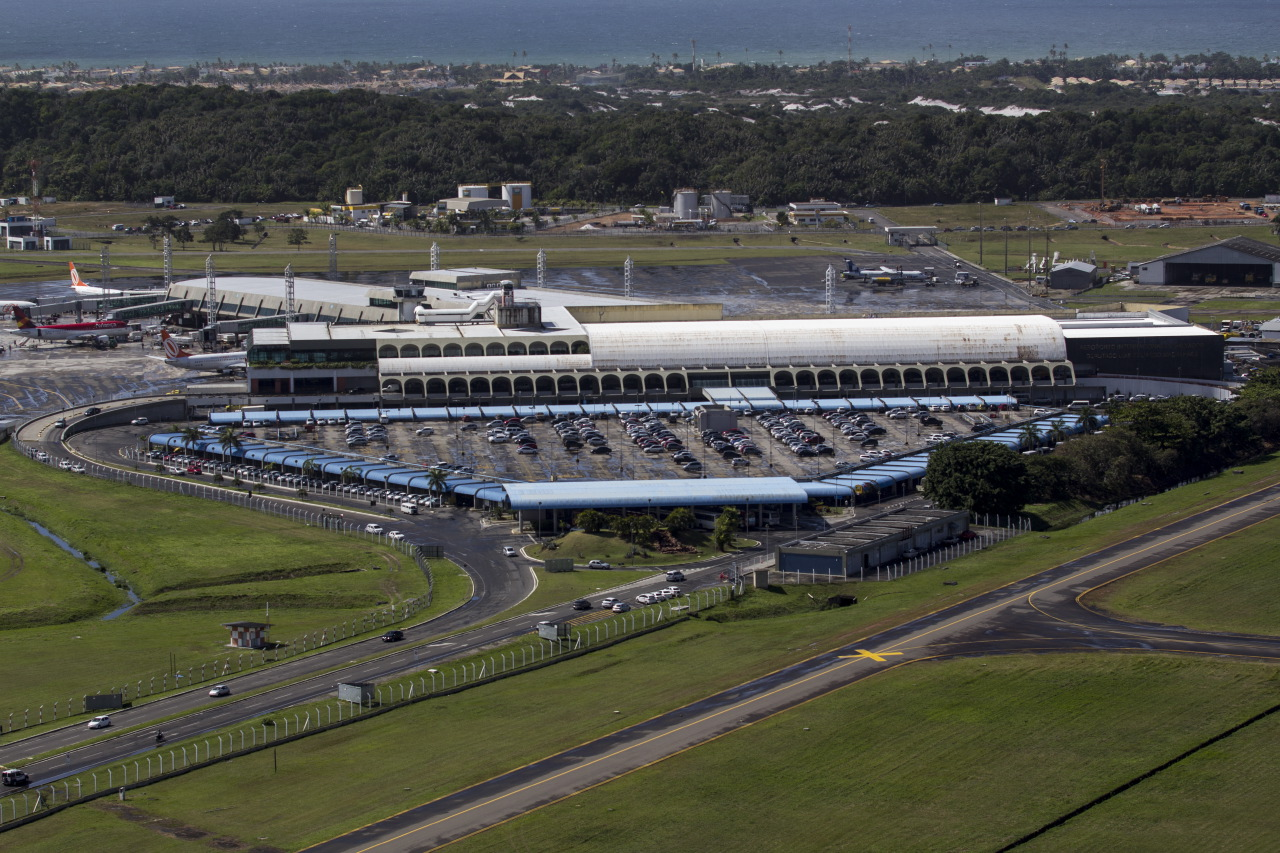
Luftbild vom Flughafen Salvador

Die Stadt verfügt mit dem Flughafen Salvador-Magalhães über einen internationalen Flughafen mit Direktverbindungen nach Nordamerika und Europa.
Der öffentliche Nahverkehr beruht weitgehend auf Bussen und der Metro.

#### Eisenbahn

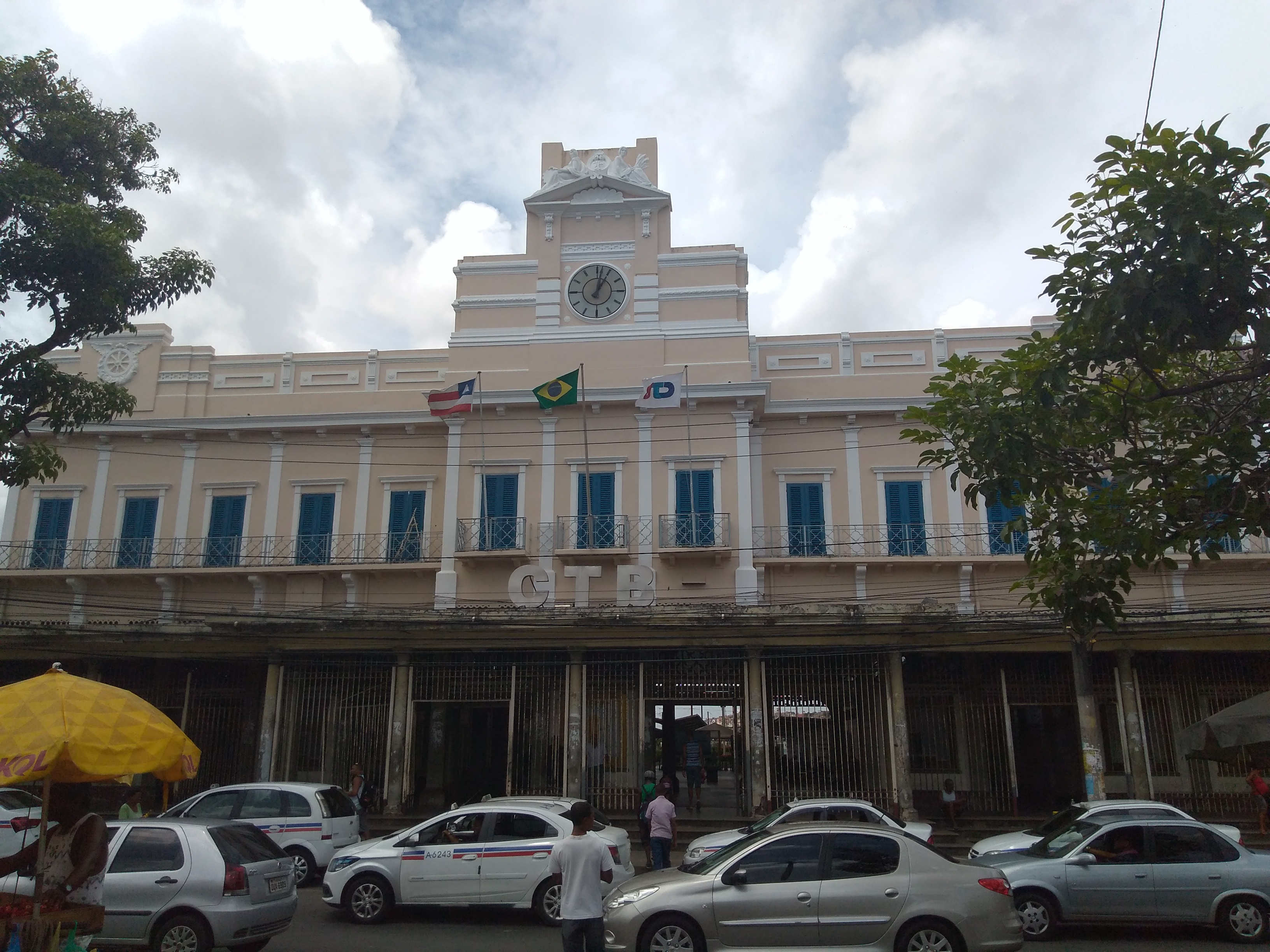
Eingangsportal des Hauptbahnhofs von Salvador (Estação da Calçada)

Am 28. Juni 1860 bekam Salvador Anschluss an die Eisenbahn.
Der Kopfbahnhof Estação da Calçada wurde 1860 mit dem Namen Jequitaia eröffnet. 1925 kehrten bahianische Truppen, die an der Schlacht bei Catanduvas teilgenommen hatten, mit dem Zug zum Bahnhof zurück und wurden von Gouverneur Goes Calmon empfangen. 1936 wurde die Strecke grundlegend renoviert. Weitere Renovierungen erfolgten 1981 und 2004.
Zwischen dem Bahnhof und dem Hafen beträgt die Entfernung etwa 3 bis 4 km. Bis in die 1970er Jahre gab es einen Linienzweig, der den Bahnhof Calçada ohne Zwischenstopps zum Hafen verband. Diese Verlängerung verlief über die gesamte Länge der Hafenmole. In den 1980er Jahren wurde der Abzweig bis zum neu gebauten Containerterminal verkürzt. Es fuhren nur noch Magnesit-Erz-Züge zum Hafen, da die Firma Magnesita neben dem Containerpark ein Exportterminal besaß.
Der Abzweig überquerte zwei sehr belebte Straßen in der Cidade Baixa und passierte sogar den Markt Feira de São Joaquim. Die Standbesitzer drangen in das Eisenbahngelände ein, wodurch sich der Markt vergrößerte. Die Eisenbahn fuhr direkt durch den Markt sehr nah an den Ständen vorbei.
Seit 2006 fahren keine Güterzüge mehr nach Salvador, da die Streckenverhältnisse zwischen Aratu und Paripe schlecht waren.
Bis zum 16. Februar 2021 wurde der Bahnhof weiter von S-Bahnen der CBTU genutzt. Der Abschnitt zwischen dem Bahnhof Calçada und Paripe wurde danach geschlossen. Seitdem arbeitet ein chinesisches Konsortium am Aufbau eines Light-Rail-Vehicle-(VLT)-Systems, ähnlich einer Stadtbahn.

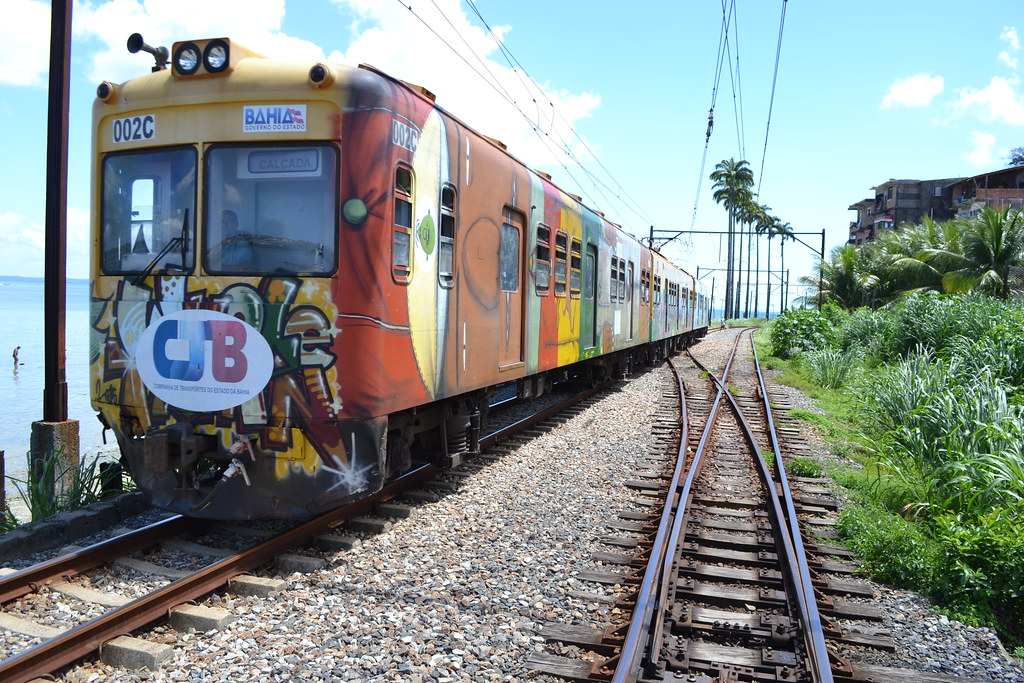
Vorortzug von Salvador (2017)

Betreiber der Eisenbahn in Salvador waren:
- E. F. Bahia ao São Francisco (1860–1911)
- Compagnie des Chemins de Fer Fédéraux de l’Est Brésilien (1911–1935)
- V. F. F. Leste Brasileiro (1935–1975)
- RFFSA (1975–1996)
- CBTU (1996–2021) – Companhia de Transportes do Estado da Bahia – CTB (1999–2021)[76]

#### Straßenbahn

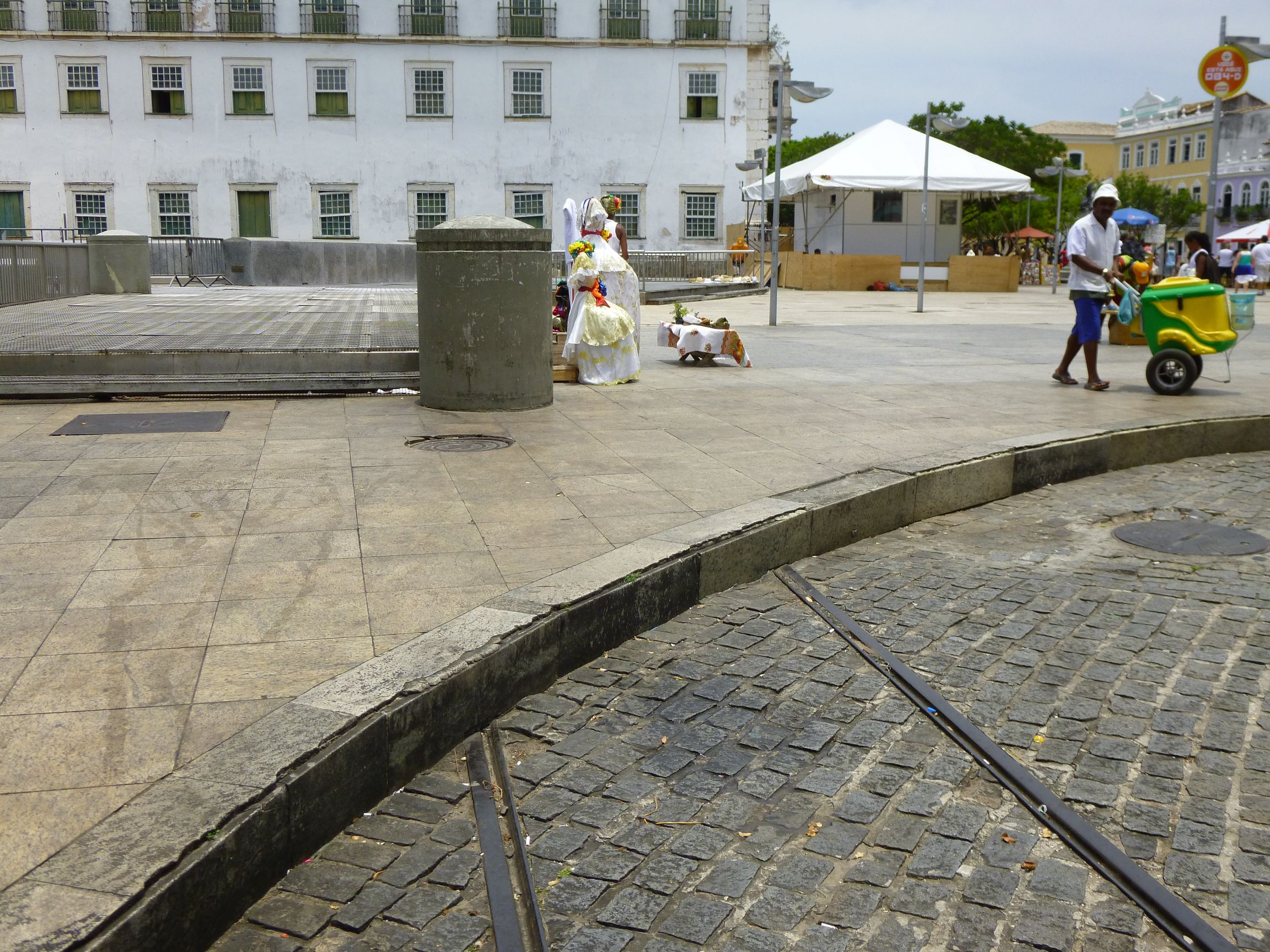
Für den Bau dieser Gleise wurde 1933 die alte Kathedrale abgerissen.

In der Unterstadt fuhren Waggons, an deren Bau die Firmen Siemens, Falkenried (Hamburg) und Böker & Co (Berlin-Lichterfelde) beteiligt waren. Mit der Existenz der Tram sind Volksaufstände verbunden. Am 5. Oktober 1909 wurde ein Blinder von einer Tram erfasst; daraufhin zerstörte ein Mob 14 Züge sowie zahlreiche Straßenlaternen, ein Umspannwerk und einen Erdgasverteiler. In den 1950er Jahren entgleiste auf der Praça Municipal am Elevador Lacerda eine Tram, durchbrach die Mauer der Eisdiele Cubanas und blieb mit den Vorderrädern über dem Abhang stehen. Der Unfall ging ohne Verletzte aus.
Bei einem Zwischenfall im Stadtteil Roma im Jahre 1952, bei dem eine Tram mit einem Bus zusammengestoßen war und in Brand geriet, verbrannten zwölf Menschen. Eine Gruppe Nonnen, darunter die 2011 seliggesprochene Irmã Dulce, schlug die Scheiben der Tram ein, wodurch Eingeschlossene gerettet wurden. Waggons, die von der Unter- in die Oberstadt fuhren, wurden regelmäßig Opfer von Kindern, welche die Gleise an den steilsten Stellen mit Seife einrieben.
Die erste elektrische Tram wurde 1897 eingeweiht und löste die seit 1860 von Eseln gezogenen Waggons ab. 1961 fuhr die elektrische Tram das letzte Mal. Über das genaue Ende gibt es keine Aufzeichnungen mehr. Das Streckennetz bestand aus 37 Linien, auf der neben der üblichen Holzklasse eine Salon-Tram für Feierlichkeiten, eine Ambulanz-Tram und eine Beerdigungs-Tram verkehrten.
Tram, Aufzug Lacerda und Plano Inclinado Gonçalves standen als öffentliche Verkehrsmittel unter nordamerikanischer Kontrolle und verrichteten ihren Dienst unter dem Namen Companhia Linha Circular de Carris da Bahia. Ein schon lange schwelender Antiamerikanismus brach in Gewalt aus, als bemerkt wurde, dass ausländische Arbeiter der Firma Chiristiani & Nielsen bei der Renovierung des Plano Inclinado Gonçalves ein Toilettenhäuschen mit einer brasilianischen Fahne verhängt haben sollen. Der Aufstand brach abends am 6. Oktober 1930 vor dem Franziskanerkloster aus. Am nächsten Tag waren 83 Waggons ausgebrannt.

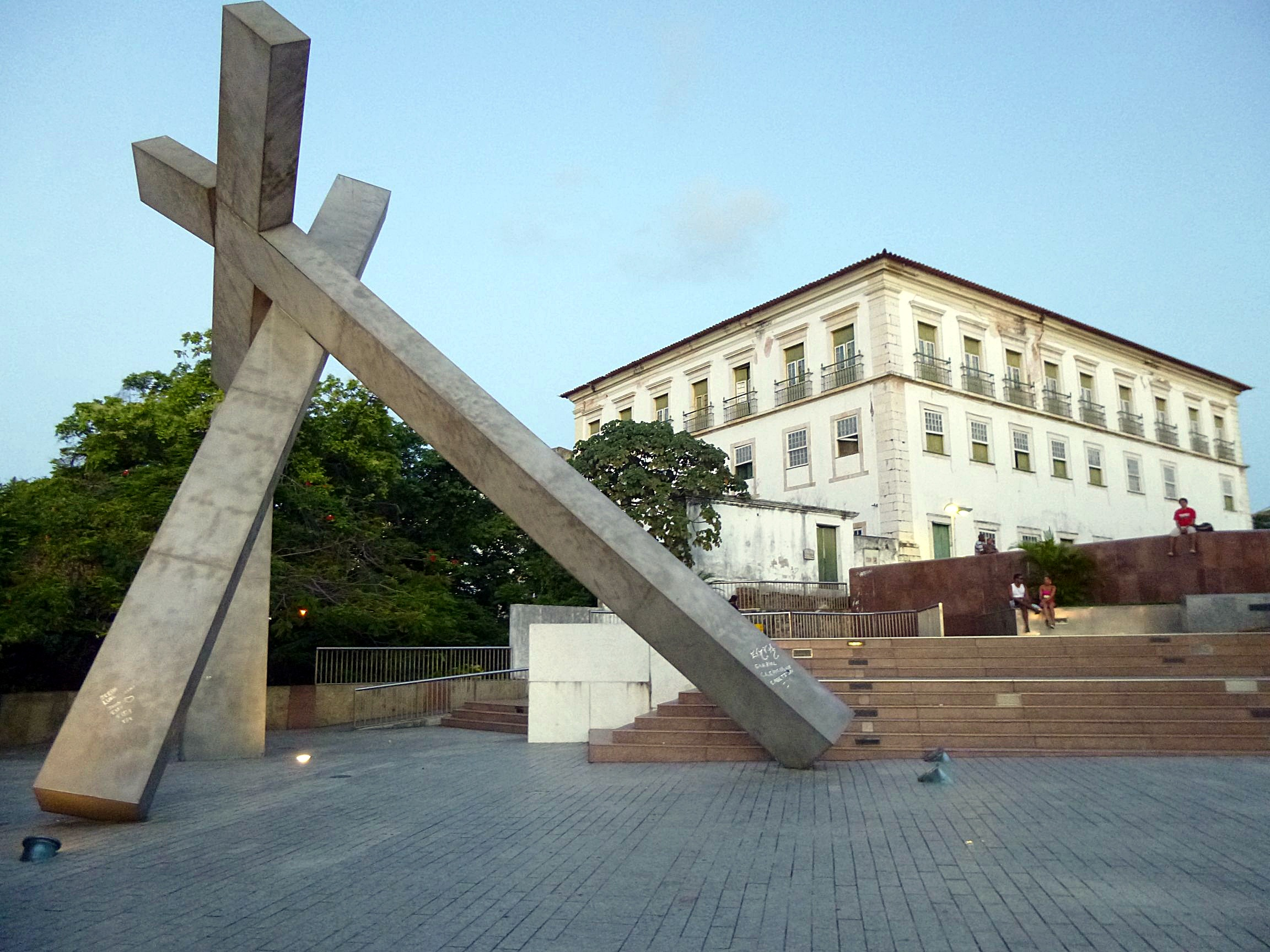
Das „gefallene Kreuz“ von Mário Cravo vor dem Platz der alten Kathedrale

1933 musste die alte Kathedrale einer Wendeschleife für die Tram weichen. Viele Bewohner der Stadt waren gegen die Haltung von Stadtverwaltung und Erzdiözese, diesem Abriss zugestimmt zu haben; für diesen Abriss nutzte man den Begriff vom „Verbrechen an der Geschichte Salvadors“. 20 Jahre später wurde der Betrieb der Tram eingestellt. Der Künstler Mário Cravo schuf das „gefallene Kreuz“ (Cruz caída) an der Stelle der alten Kathedrale als Mahnung gegen das Vergessen der eigenen Geschichte. Es wurde 1999 aufgestellt, die Verzierungen aus portugiesischem Stein aus der Kolonialzeit verschwanden unter Granitplatten. Vom selben Künstler stammt die Skulptur Brunnen an der Markthalle (Fonte da Rampa do Mercado), wo einst der ursprüngliche Mercado Modelo stand.

#### Metro

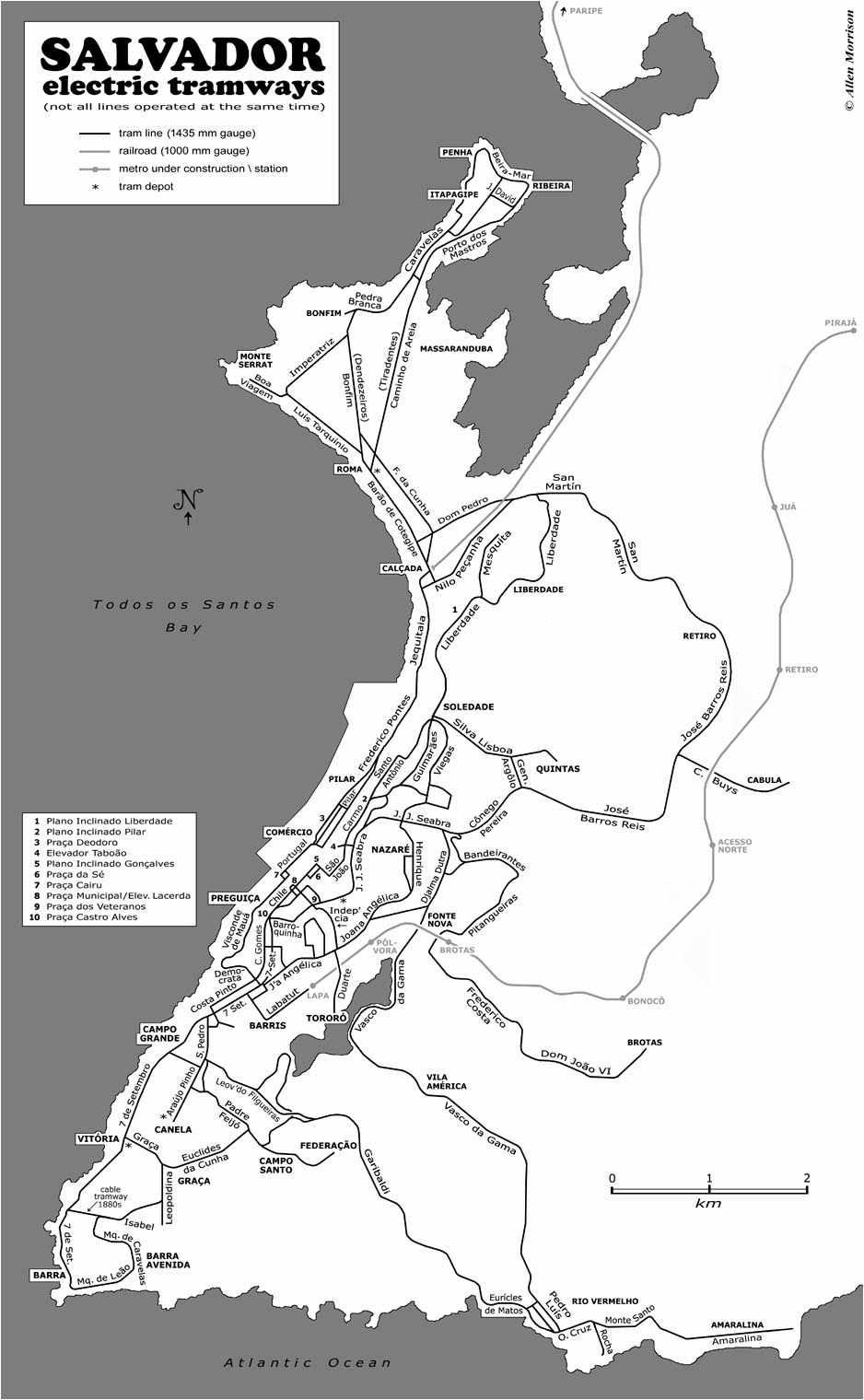
Tram- und Metronetz von Salvador

Die Einwohner Salvadors bezeichnen die neu gebaute Metro als Bauruine. Das ist zwar ungerecht, aber der Gedanke drängt sich auf, wenn man bedenkt, dass der erste Spatenstich 1997 getan wurde, 2008 die Waggons im Hafen von Salvador ankamen, sie im August 2010 auf die Schienen gesetzt wurden, aber bis März 2013 überhaupt keine Voraussage gemacht werden konnte, ab wann die ersten Passagiere befördert werden. Am 8. März 2013 hat die Stadtverwaltung die Verantwortung für den Betrieb der Metro in die Hände des Staates übergeben. Auch das Eisenbahnsystem wird seither auf Landesebene organisiert.
Seit 2014 ist die Linie 1 mit der Verbindung Lapa bis Piraja in Betrieb. Eine zweite Linie führt von Acesso Norte bis zum Flughafen (Fertigstellung von 2016–2018).
Die Fertigstellung der ersten zwölf Kilometer war für 2003 geplant, verzögerte sich dann aber bis 2012, wo Mitte des Jahres Testfahrten mit Sandsäcken gemacht wurden. Während einer dieser Testfahrten bekannte Bürgermeister João Henrique nicht sehr vielversprechend:

„Für ein Projekt dieser Komplexität haben wir gar keine ausgebildeten Fachkräfte. Der Lokführer, der die Wagen gerade steuert, ist aus dem Süden gekommen. Wir werden unsere Fachkräfte aber hier trainieren.“

#### Fahrradwege und Strandpromenade
Erste sichtbare Veränderungen im Stadtbild seit der Amtseinführung des neuen Bürgermeisters ACM Neto. Seit Mitte September 2013 stehen Radfahrern Fahrradstationen nach dem Vorbild anderer Städte wie São Paulo und Recife zur Verfügung. Mit der Registrierung über das Internet und dem Bezahlen per Kreditkarte können Fahrräder ausgeliehen und an entsprechenden Stationen wieder abgegeben werden. An Sonn- und Feiertagen wird in mühseliger Handarbeit ein Fahrradweg, bestehend aus Hunderten von Warnkegeln, aufgebaut. Von strategischen Punkten aus werden selbige bewacht und so vor Diebstahl geschützt. Dieser Fahrradweg beginnt am Domplatz und erstreckt sich über die gesamte Avenida Sete de Setembro und endet nach etwa fünf Kilometern am Leuchtturm von Barra.
Seit dem 28. September 2013 wurde der Verkehr zwischen dem Leuchtturm Barra und dem Barra Center zugunsten des Bauvorhabens fußgängerfreundliche Strandpromenade eingestellt. Neben intensivem Autoverkehr mussten 76 Buslinien umgeleitet werden. Nach Bauende, voraussichtlich Mai 2014, sollen aber auf Teilen wieder Autos mit einer max. Geschwindigkeit von 20 km/h fahren dürfen. Seit vielen Jahren schon beklagen sich Anwohner und Touristen über den heruntergekommenen Abschnitt des Strandes, auf dem regelmäßig Restaurants und Touristen überfallen und ausgeraubt werden. Zahlreiche Einrichtungen haben diesen Standort wegen seiner Gefährlichkeit bereits aufgegeben. Von dem Umbau erhoffen sich Stadtverwaltung und Tourismusbehörde wieder steigende Besucherzahlen für die Stadt.

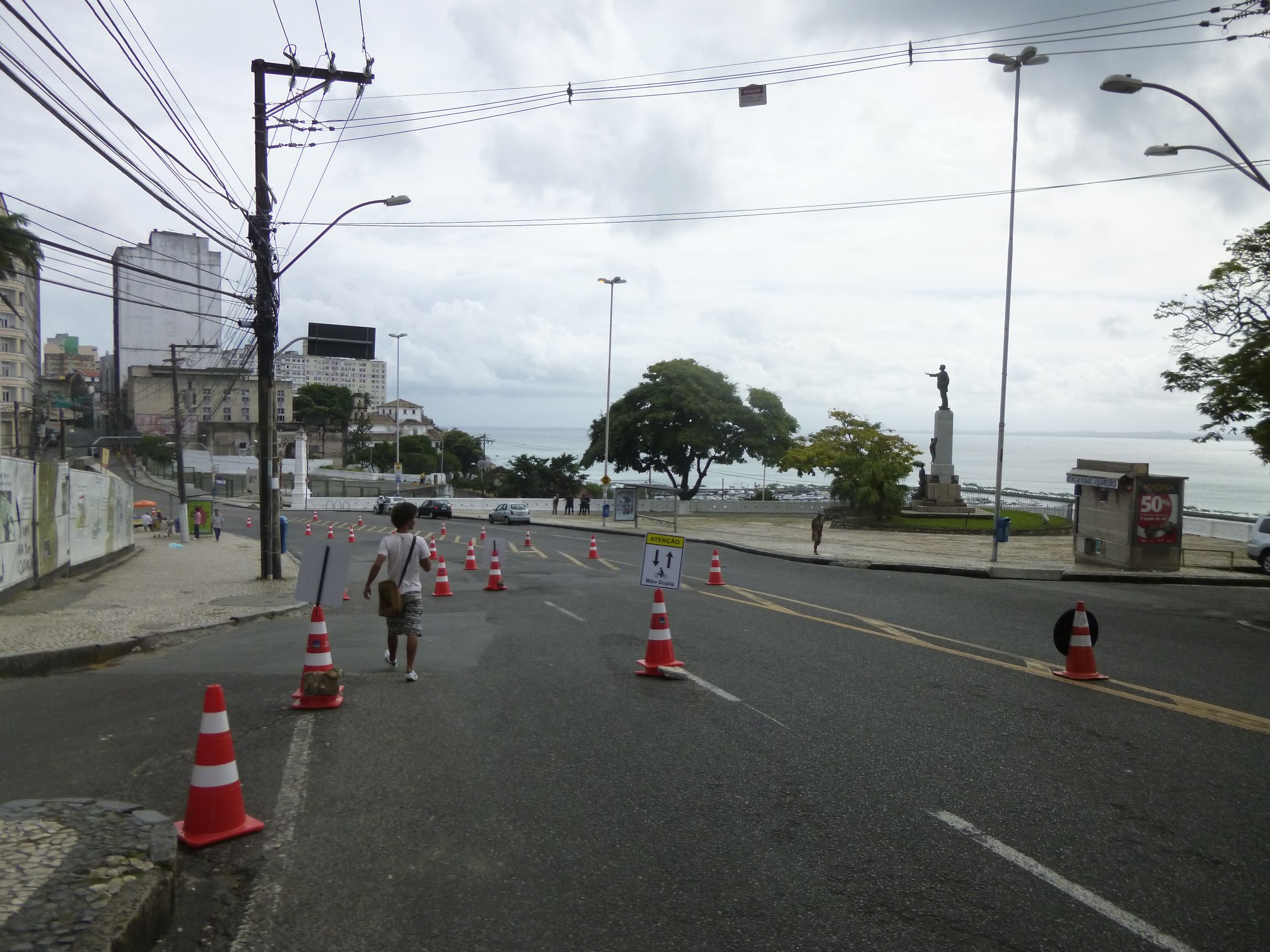
Mit viel Aufwand eingerichtete Fahrradspur im historischen Zentrum
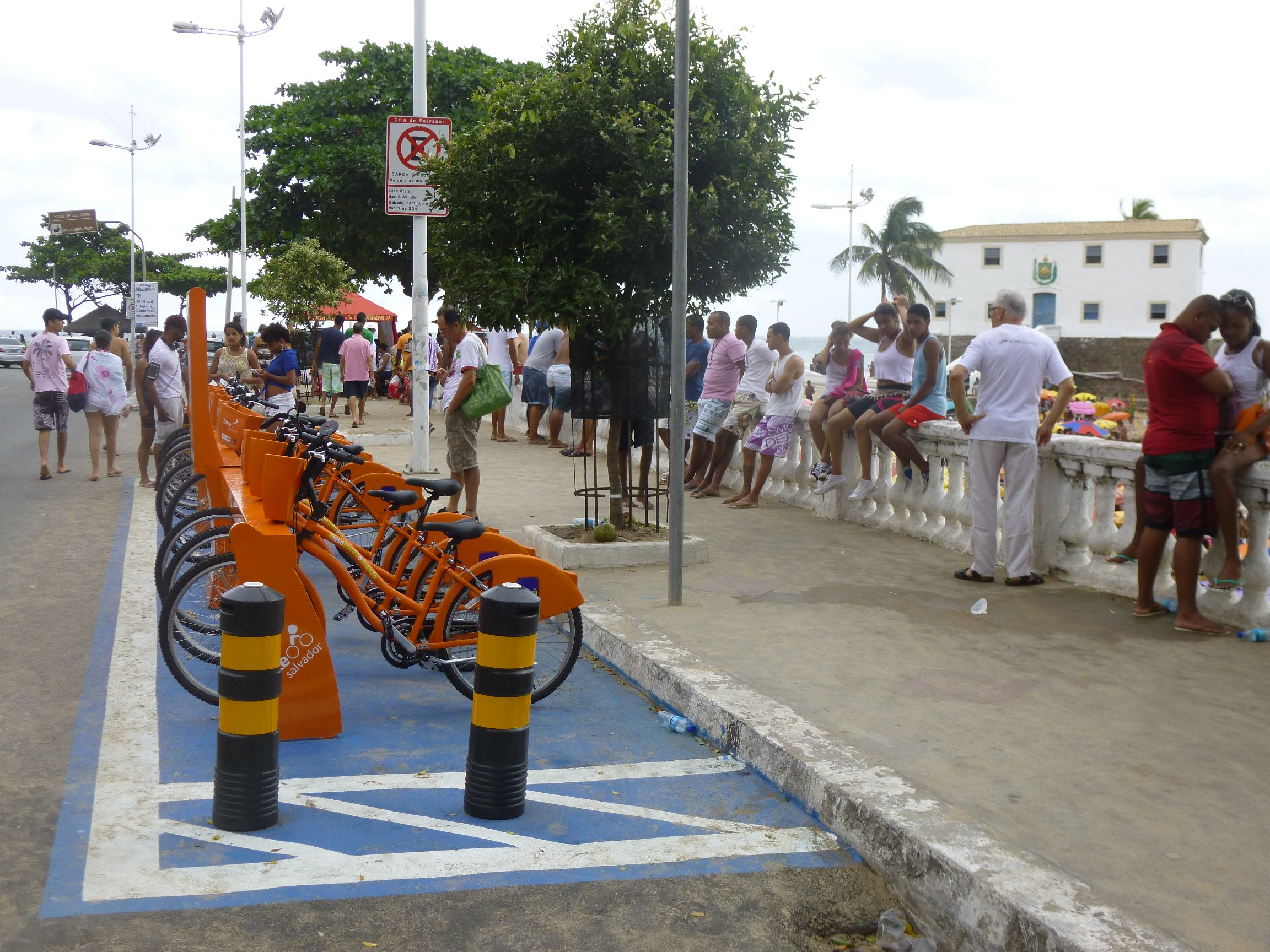
Eine der neuen Fahrradstationen am Leuchtturm Barra
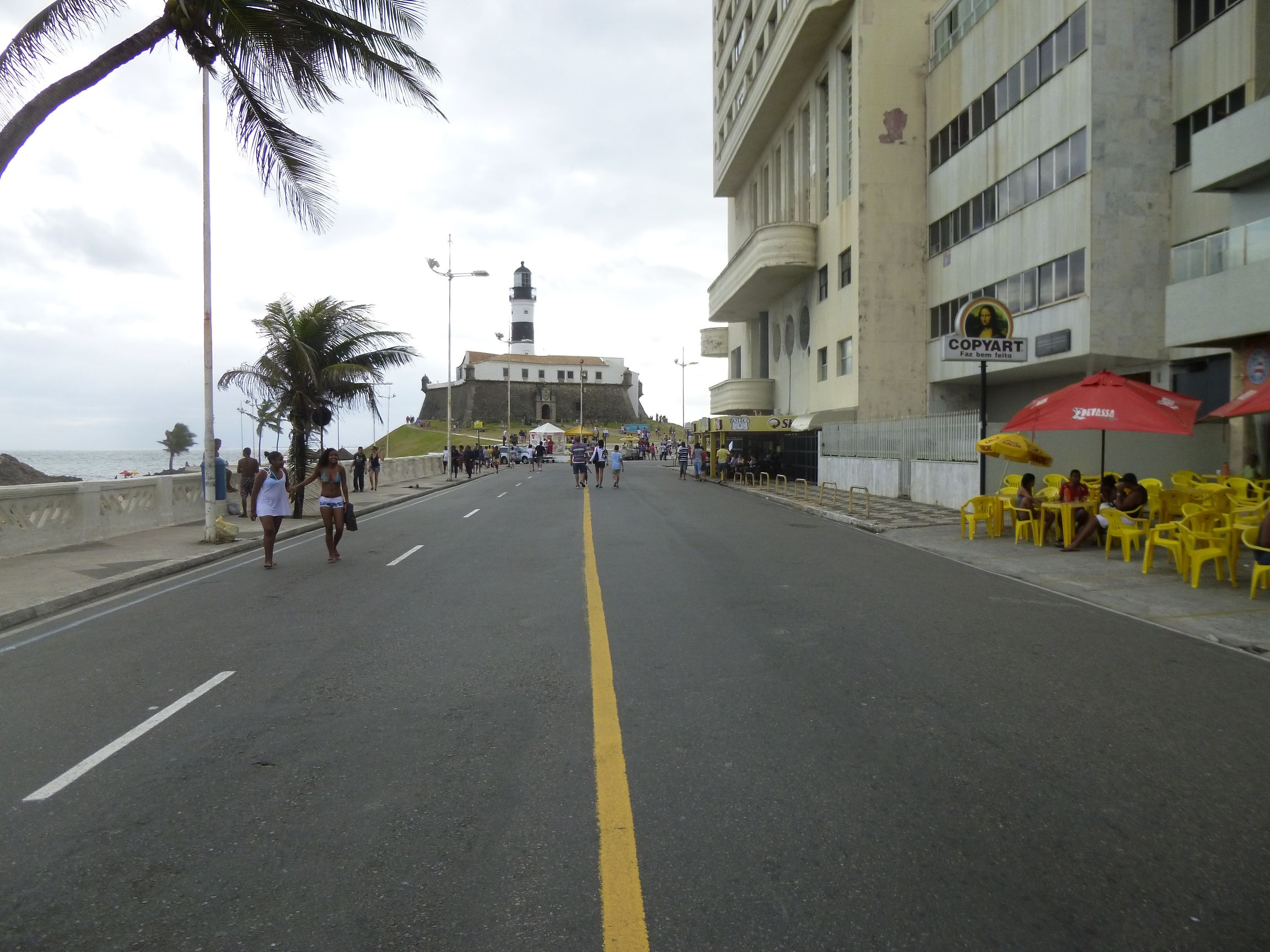
Vom Barra Center bis zum Leuchtturm entsteht eine autofreie Strandpromenade

## Persönlichkeiten

### Mit der Stadt verbunden
- Jorge Amado (1912–2001), einer der bedeutendsten lateinamerikanischen Autoren des 20. Jahrhunderts, Mitglied der Sprachakademie, lebte und starb in Salvador
- Ernst Widmer (1927–1990), schweizerisch-brasilianischer Komponist

## Zeitschriftenartikel
- Der Einsturz der Stadt Bahia. In: Illustrirte Zeitung. Nr. 25. J. J. Weber, Leipzig 16. Dezember 1843, S. 391–392 (Digitalisat in der Google-Buchsuche)..